# Geschützturmexplosion der USS Iowa

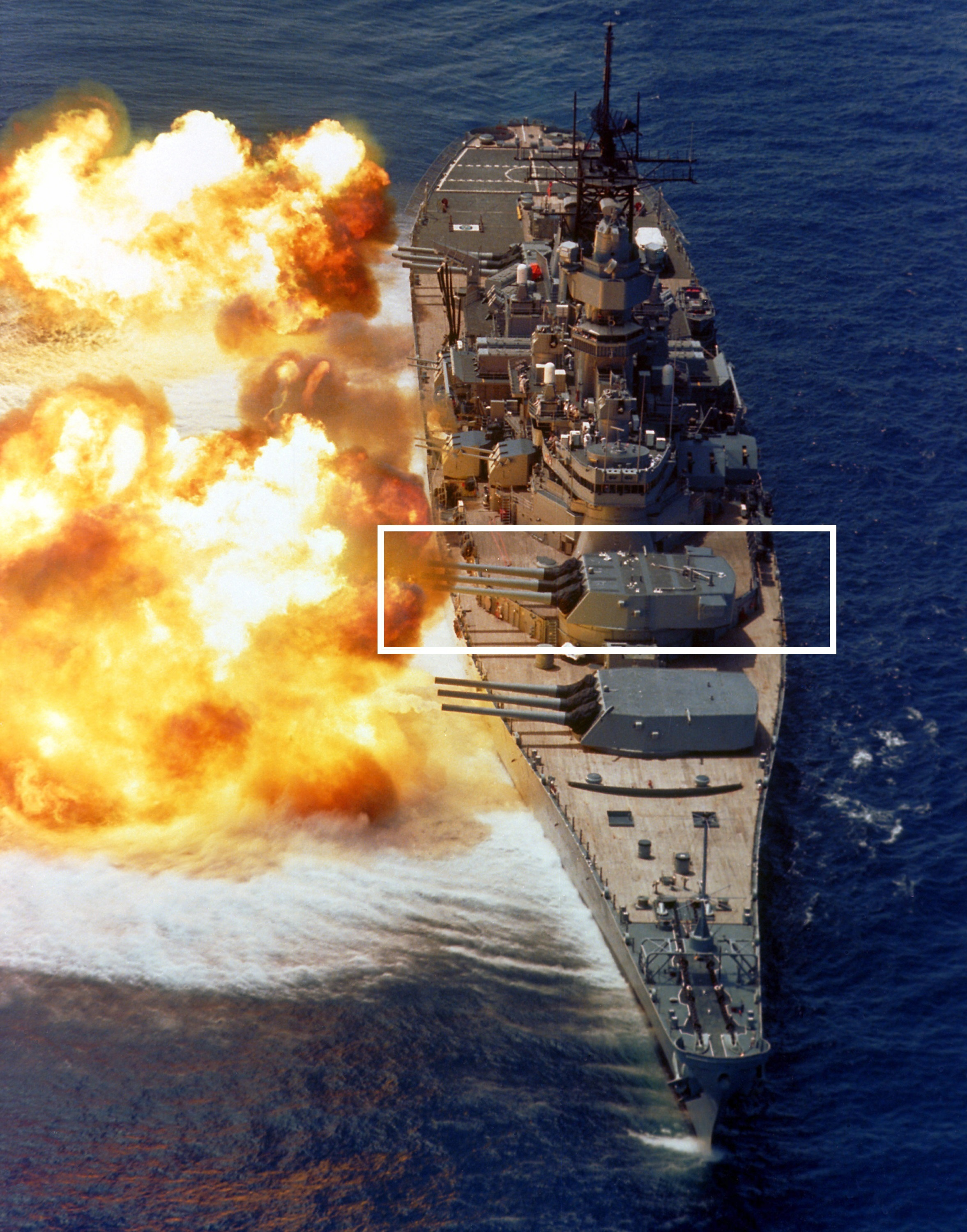
Geschützturm II der Iowa

Am 19. April 1989 ereignete sich bei einer Flottenübung vor Puerto Rico eine Explosion im 406-mm-Geschützturm II des Schlachtschiffs Iowa (BB-61). Die Explosion im mittleren Geschützraum tötete 47 Besatzungsmitglieder und verursachte schwere Schäden. Ihre Ursache wurde in zwei großen Untersuchungen ermittelt, die aber zu sich widersprechenden Schlussfolgerungen führten.
Die erste Untersuchung ergab, dass das Mitglied der Geschützturmbesatzung Clayton Hartwig, der bei der Explosion ums Leben kam, die Explosion absichtlich verursacht habe. Während der Ermittlungen sickerten zahlreiche Informationen an die Medien durch. Sie deuteten an, dass Hartwig mit dem Matrosen Kendall Truitt eine sexuelle Beziehung hatte und er die Explosion auslöste, nachdem sich diese verschlechtert habe. In ihrem Bericht kam die US Navy jedoch zu dem Schluss, dass es keinen Hinweis auf Hartwigs Homosexualität gab, sondern dass er suizidgefährdet war und die Explosion entweder mit einem elektronischen oder chemischen Zünder verursacht hatte. Die Familien der Opfer, die Medien (CBS 60 Minutes) und Kongressmitglieder übten scharfe Kritik an den Ergebnissen. Der US-Senat und das U.S. House Armed Services Committee hielten jeweils Anhörungen ab, um die Navy-Untersuchung zu überprüfen und veröffentlichten später Berichte, in denen die Schlussfolgerungen bestritten wurden.
Die zweite Untersuchung wurde durch das Government Accountability Office (GAO) zusammen mit den Sandia National Laboratories durchgeführt. Sie kam zu dem Schluss, dass die für die Kanone verwendeten Pulversäcke wahrscheinlich tiefer in den Lauf und mit höherer Geschwindigkeit als vorgesehen geladen worden waren, was dazu führte, dass sich das Pulver noch während des Ladevorgangs entzündete. Ein anschließender Test untermauerte diese These. Im Sommer 1991 veröffentlichte Sandia ihren Abschlussbericht, der die Explosion als Folge einer falschen Ladeprozedur sah.

## Vorgeschichte
Nachdem die Iowa am 28. April 1984 wieder in Dienst gestellt worden war, unterzog sich das Schiff am 17. März 1986 einer überfälligen Inspektion durch das Board of Inspection and Survey unter der Aufsicht von Konteradmiral John D. Bulkeley. Neben vielen anderen Mängeln war das Schiff nicht in der Lage, bei voller Maschinenleistung seine Höchstgeschwindigkeit von 33 Knoten (61 km/h) zu erreichen. Zu den weiteren festgestellten Problemen gehörten Hydraulikflüssigkeitslecks in allen drei Hauptgeschütztürmen, die sich auf insgesamt 55 US-Gallonen (210 l) pro Turm und Woche beliefen, Cosmoline (Korrosionsschutzschmiermittel), das nicht von allen Geschützen entfernt worden war, beschädigte Bilgenleitungen, häufige Kurzschlüsse in der elektrischen Verkabelung, Pumpenausfälle, nicht reparierte weiche Stellen an Hochdruckdampfleitungen sowie blockierte Ventile im Feuerlöschsystem des Schiffes. Bulkeley empfahl dem Chief of Naval Operations (CNO), Admiral James Watkins, und dem Secretary of the Navy, John Lehman, persönlich, die Iowa sofort außer Dienst zu stellen. Lehman, der sich dafür eingesetzt hatte, die Schiffe der Iowa-Klasse zu reaktivieren, wies die Führer der Atlantikflotte an, dafür zu sorgen, dass die Mängel der Iowa behoben wurden.

### Schießtraining und -versuche

Schnitt durch einen 406-mm-Geschützturm der USS Iowa

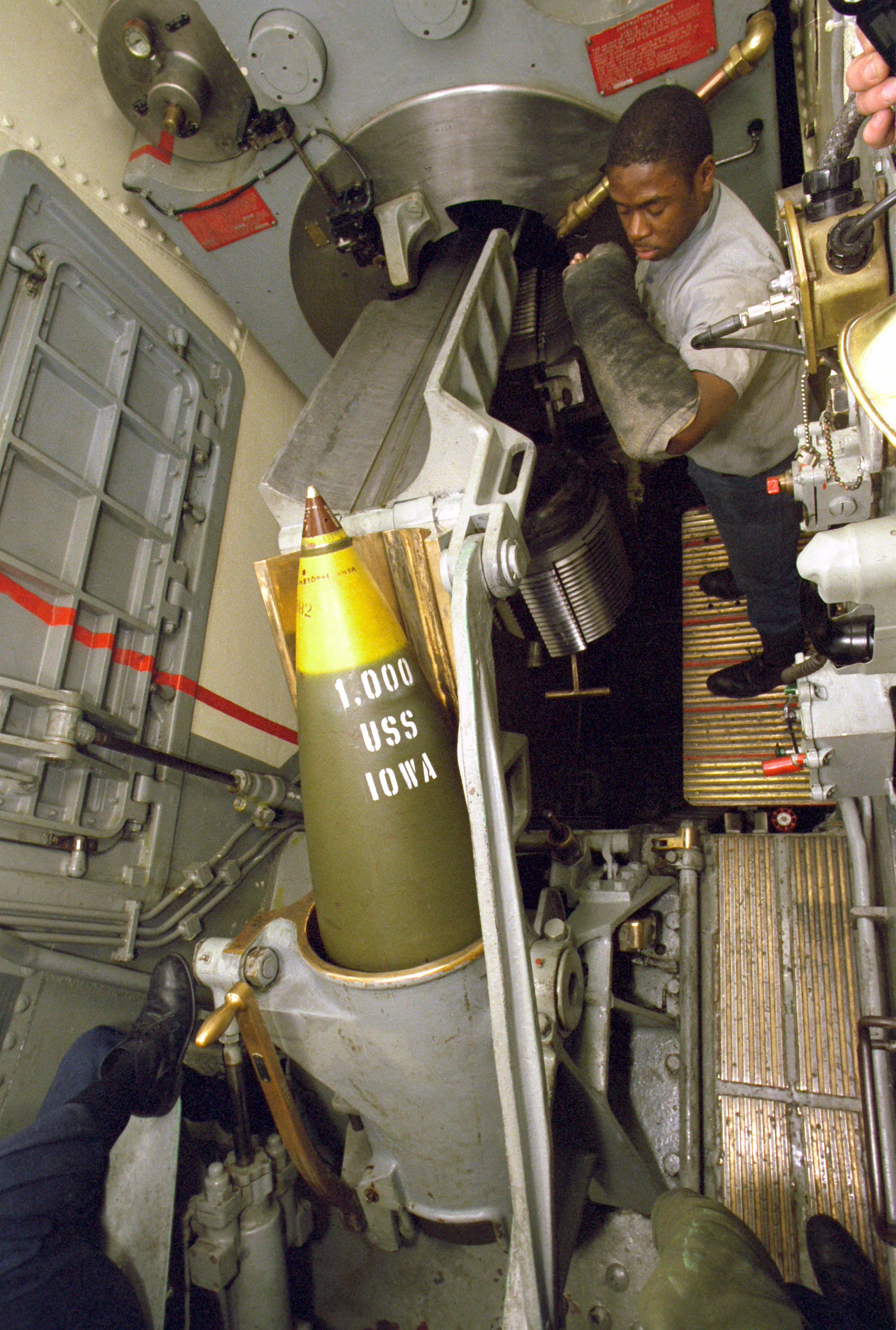
Das mittlere Geschütz der Iowa wird 1986 während einer Übung geladen. Zunächst wird eine 860 kg (1.900 Pfund) schwere Granate von der Wiege des Lastenaufzugs auf die Ladewiege befördert, um dann in die Projektilkammer geschoben zu werden.

Eine Woche nachdem Kapitän Fred Moosally das Kommando übernommen hatte, sagten er und sein leitender Offizier Mike Fahey ein geplantes 1-Millionen-Dollar-Reparaturpaket, das Arbeiten an der Beleuchtung, der Elektrik, den Pulveraufzügen und den Hydrauliksystemen der Hauptgeschütztürme vorsah, ab. Stattdessen wurden die Mittel für die Überholung der Antriebsanlage des Schiffes ausgegeben. Im Januar 1989 überredeten Master Chief Fire Controlman Stephen Skelley, und Artillerieoffizier Lieutenant Commander Kenneth Michael Costigan, Moosally zu Experimenten zur Erhöhung der Reichweite der Hauptkanonen unter Verwendung von verstärkten („supercharged“) Ladungen mit größerer Pulvermenge und speziell entwickelten Geschossen. Moosally wurde fälschlicherweise der Eindruck vermittelt, dass hohe Beamte des Naval Sea Systems Command (NAVSEA) die Experimente genehmigt hätten. Tatsächlich hatte nur John McEachren, ein ziviler Angestellter im Sicherheitsbüro des Naval Sea Systems Command, grünes Licht für die Durchführung der Experimente gegeben, obwohl er dazu nicht befugt war. McEachren verheimlichte seinem Vorgesetzten diese Zustimmung. Mehrere Offiziere und Unteroffiziere, die für die Besatzungen der Hauptgeschütztürme zuständig waren, hielten die von Skelley und Costigan vorgeschlagenen Experimente für gefährlich, vor allem wegen des Alters der Geschütze und der Türme und wegen ihrer zahlreichen Wartungsprobleme. Ensign Dan Meyer, der diensthabende Offizier für Turm III, beschwerte sich bei Commander Robert John Kissinger, dem chief weapons officer, über die geplanten Experimente, aber Kissinger weigerte sich, die Bedenken an Moosally weiterzugeben oder die Experimente zu stoppen.
Am 20. Januar 1989 feuerte Turm I vor der Insel Vieques sechs der experimentellen Geschosse mit den verstärkten Ladungen ab. Obwohl die Geschosse ohne ernsthafte Zwischenfälle abgefeuert worden waren, teilten Meyer und Gun chief Petty Officer First Class Dale Eugene Mortensen, Skelley mit, dass sie sich nicht länger an seinen Experimenten beteiligen würden. Skelley fragte den Gun Chief des Turm II, Senior Chief Reginald Ziegler, ob er dort seine Experimente fortsetzen könne, doch Ziegler lehnte ab. Skelley wandte sich daraufhin an Lieutenant Phil Buch, den verantwortlichen Offizier von Geschützturm II, und Buch willigte ein. Eine Woche nach dem Langstreckenschuss bei Vieques leitete der neue Erste Offizier der Iowa, Commander John Morse, gegen den Widerstand seiner Geschützmannschaften eine Übung der Hauptbatterie, bei der die Geschütztürme I und II in einem Winkel von 15° Steuerbord voraus feuerten. Bei diesem Winkel schoss eines der Geschütze von Turm II über Turm I hinweg. Laut Jack Thompson, dem Kommandanten des linken Geschützes von Turm II, begann einer der Pulversäcke des linken Geschützes zu schwelen, bevor der Verschluss geschlossen wurde. Thompson sagte, er habe den Verschluss gerade noch schließen und verriegeln können, bevor das Geschütz von selbst losging. Die Druckwelle und Erschütterung durch die Geschütze des Turms II zerfetzten die Geschützabdeckungen des Turms I (die Segeltuchabdeckungen an der Basis der Hauptgeschützrohre) und beschädigten dessen elektrisches System. Dan Meyer sagte über den Schuss, es sei „die beängstigendste Erfahrung gewesen, die ich je in meinem Leben gemacht habe. Die Druckwelle sprengte die Schalttafel des Turmoffiziers und die Kabel. Wir hatten eine Zeit lang keinen Strom und kein Licht. Die Männer schrien. Es herrschte Panik.“

## Flottenübung
Am 10. April wurde das Schlachtschiff vom Befehlshaber der 2. US-Flotte, Vizeadmiral Jerome L. Johnson, besucht, und am 13. April verließ die Iowa Norfolk, um an der Flottenübung FLEETEX 3–89 vor Puerto Rico teilzunehmen. In der Nacht zum 18. April führte die Besatzung des Turms II eine Generalüberholung ihres Turms durch, um sich auf eine für den nächsten Tag geplante Schießübung vorzubereiten. Das Druckluftsystem des mittleren Geschützes, das den Lauf bei jedem Abschuss von Funken und Abbrand reinigte, funktionierte nicht richtig. Ebenfalls am 18. April führte der Feuerleitoffizier der Iowa, Lieutenant Leo Walsh, eine Besprechung durch, um die Übung am nächsten Tag zu erörtern. Moosally, Morse, Kissinger und Costigan nahmen an dieser Besprechung nicht teil. Während des Treffens kündigte Skelley an, dass Turm II an einem von ihm entworfenen Experiment teilnehmen werde, bei dem D-846-Pulver zum Abfeuern von 2.700-Pfund-Granaten [1.200 kg] verwendet werden sollte. Die D-846-Pulverchargen gehörten zu den ältesten an Bord der Iowa, sie stammten aus den Jahren 1943–1945 und waren für die Verfeuerung von 1.800-Pfund-Granaten [860 kg] ausgelegt. Auf jedem Behälter mit D-846-Pulver stand: „WARNUNG: Nicht mit 2.700-Pfund-Geschossen verwenden“. Das D-846-Pulver brannte schneller ab als normales Pulver, was bedeutete, dass es beim Abfeuern einen größeren Druck auf die Granate ausübte. Skelley erklärte, dass der Zweck des Experiments darin bestand, die Genauigkeit der Geschütze zu verbessern. Skelleys Plan sah vor, dass Turm II zehn 2.700-Pfund-Übungsgeschosse (ohne Sprengstoff) abfeuern sollte, zwei aus dem linken Geschütz und je vier aus dem mittleren und rechten Geschütz. Für jeden Schuss sollten fünf Säcke D-846 anstelle der üblichen sechs Säcke des normalen Pulvers verwendet werden. Die Schüsse sollten auf die über 17 Seemeilen (30 km) freie See erfolgen.
Ziegler war besonders besorgt über seine mittlere Geschützmannschaft. Der Ladekanonier, Robert W. Backherms, war unerfahren, ebenso wie der Bediener des Pulverwagens, Gary J. Fisk, der Zündkanonier, Reginald L. Johnson Jr. und der Geschützführer, Richard Errick Lawrence. Um Lawrence zu beaufsichtigen, teilte Ziegler der Mannschaft für die Schießübung den Gunners Mate Second Class Clayton Hartwig zu. Wegen der späten Stunde informierte Ziegler Hartwig erst am Morgen des 19. April, kurz vor dem geplanten Beginn der Schießübung, über seinen Einsatz. Die Position des Ladekanoniers war von besonderer Bedeutung, da seine Aufgabe als der gefährlichste Teil des Ladevorgangs angesehen wurde. Mit dem Ansetzer wurden zuerst das Geschoss und dann die Pulversäcke in den Verschluss der Kanone geschoben. Die Geschwindigkeit des Ansetzers war für das Projektil mit 4,3 m pro Sekunde viel höher als für die Pulversäcke mit 0,46 m pro Sekunde, aber es gab keine Sicherheitsvorrichtung am Ansetzer, um zu verhindern, dass der Ladekanonier die Pulversäcke versehentlich mit der höheren Geschwindigkeit einschob. Wenn die Pulversäcke zu schnell in die Kanone geschoben wurden, konnte das hochentzündliche Pulver einer übermäßigen Reibung und Kompression ausgesetzt werden, was die Gefahr einer vorzeitigen Zündung erhöhte. Wurden die Säcke zu weit in den Lauf eingeschoben, konnte ein Spalt zwischen dem letzten Sack und dem Zündhütchen entstehen und dazu führen, dass sich das Pulver beim Abfeuern der Kanone nicht entzündete, was zu einem Zündversager führte. Keiner der Ladekanoniere hatte Übung oder Erfahrung darin, die Kanonen mit weniger als sechs Säcken zu laden. Erschwerend kam hinzu, dass der Ladekanonier, während er die Pulversäcke einführte, gleichzeitig einen Hebel betätigen musste, um die Tür des Pulveraufzugs zu schließen und dessen Korb abzusenken. Besatzungsmitglieder gaben später an, dass der Ansetzer bei hoher Geschwindigkeit manchmal unkontrolliert von selbst ausfuhr. Außerdem hatte Backherms den Ansetzer noch nie zuvor während eines Schießvorgangs bedient.

## Explosion

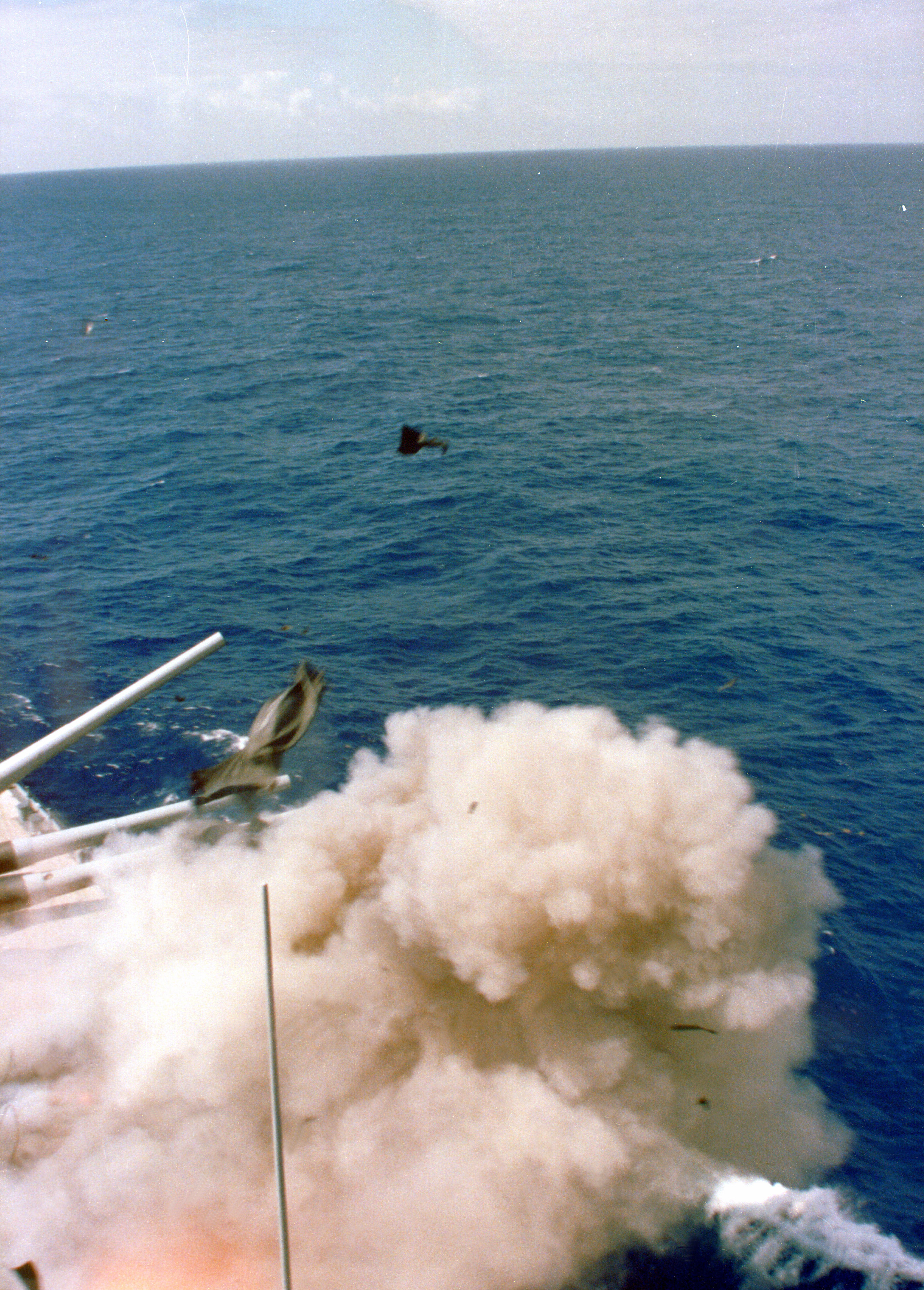
Der Geschützturm im Moment der Explosion.

Um 08:31 Uhr am 19. April wurden die Geschützmannschaften auf ihre Stationen beordert. Dreißig Minuten später meldeten die Geschütztürme, dass sie bemannt, in Feuerstellung nach Steuerbord ausgerichtet und bereit waren, die Übung zu beginnen. Vizeadmiral Johnson und sein Stab betraten die Brücke, um die Schießübung zu beobachten. Die Iowa befand sich 260 Seemeilen (480 km) nordöstlich von Puerto Rico und fuhr mit einer Geschwindigkeit von 15 Knoten (28 km/h). Um 09:33 Uhr eröffnete Turm I das Feuer. Dessen linkes Geschütz hatte mehrere Zündversager und die Besatzung war nicht in der Lage, das Geschütz abzufeuern. Nach dem Standardverfahren hätte das Problem in Turm I zuerst behoben werden müssen, bevor die Übung fortgesetzt werden konnte. Moosally befahl jedoch Turm II, eine Salve aller drei Geschütze zu laden und abzufeuern. Vierundvierzig Sekunden nach Moosallys Befehl meldete Lieutenant Buch, dass das rechte Geschütz des Turms zwei geladen und schussbereit sei. Siebzehn Sekunden später meldete er, dass auch das linke Geschütz bereit sei. Wenige Sekunden später berichtete Errick Lawrence im mittleren Geschützraum an Ziegler: „Wir haben hier ein Problem. Wir sind noch nicht bereit. Wir haben hier ein Problem.“ Ziegler antwortete: „Linkes Geschütz geladen, gute Arbeit. Das mittlere Geschütz hat ein kleines Problem. Wir werden das in Ordnung bringen.“ Mortensen, der auf seiner Position in Turm I die Telefonleitung von Turm II überwachte, hörte, wie Buch bestätigte, dass das linke und rechte Geschütz geladen waren. Lawrence rief daraufhin: „Ich bin noch nicht bereit! Ich bin noch nicht bereit!“ Als Nächstes rief Ernie Hanyecz, der leitende Petty Officer von Turm II, plötzlich: „Mort! Mort! Mort!“ Daraufhin schrie Ziegler: „Oh, mein Gott! Das Pulver schwelt!“ Zu diesem Zeitpunkt öffnete Ziegler möglicherweise die Tür zum hinteren Teil des Turms und brüllte die Mannschaft an, den Verschluss zu schließen. Etwa zur gleichen Zeit schrie Hanyecz über die Telefonleitung: „Oh, mein Gott! Da ist ein Blitz!“.
Um 09:53 Uhr, etwa 81 Sekunden nach Moosallys Ladebefehl und 20 Sekunden, nachdem das linke Geschütz Einsatzbereitschaft gemeldet hatte, explodierte das mittlere Geschütz von Turm II. Ein Feuerball mit einer Temperatur zwischen 1.400 und 1.600 °C breitete sich mit einer Geschwindigkeit von 610 m/s und einem Druck von 275 bar aus dem offenen Verschluss des mittleren Geschützes aus. Die Explosion zerriss die Tür zwischen dem mittleren Geschützraum und dem Gefechtsstand des Turmoffiziers und verformte die Schotten, die den mittleren Geschützraum von den linken und rechten Geschützräumen trennten. Der Feuerball breitete sich in allen drei Geschützräumen und in weiten Teilen der unteren Ebenen des Turms aus. Bei dem daraus resultierenden Feuer wurden giftige Gase freigesetzt, darunter Blausäuregas aus brennendem Polyurethanschaum, das den Turm füllte. Kurz nach der ersten Explosion entzündeten sich durch die Hitze und das Feuer 900 kg (2.000 Pfund) schwere Pulversäcke im Bereich für die Handhabung des Pulvers. Neun Minuten später kam es zu einer weiteren Explosion, die höchstwahrscheinlich durch eine Ansammlung von Kohlenmonoxid verursacht wurde. Alle 47 Besatzungsmitglieder im Turm II kamen ums Leben. Der Turm hat die meiste Wucht der Explosion abgefangen. Zwölf Besatzungsmitglieder, die im oder in der Nähe des Pulvermagazins und der Ringräume des Turms arbeiteten, konnten sich ohne schwere Verletzungen retten. Diese Männer waren durch Sprengtüren geschützt, die die Magazinräume vom Rest des Turms trennten.

### Reaktion

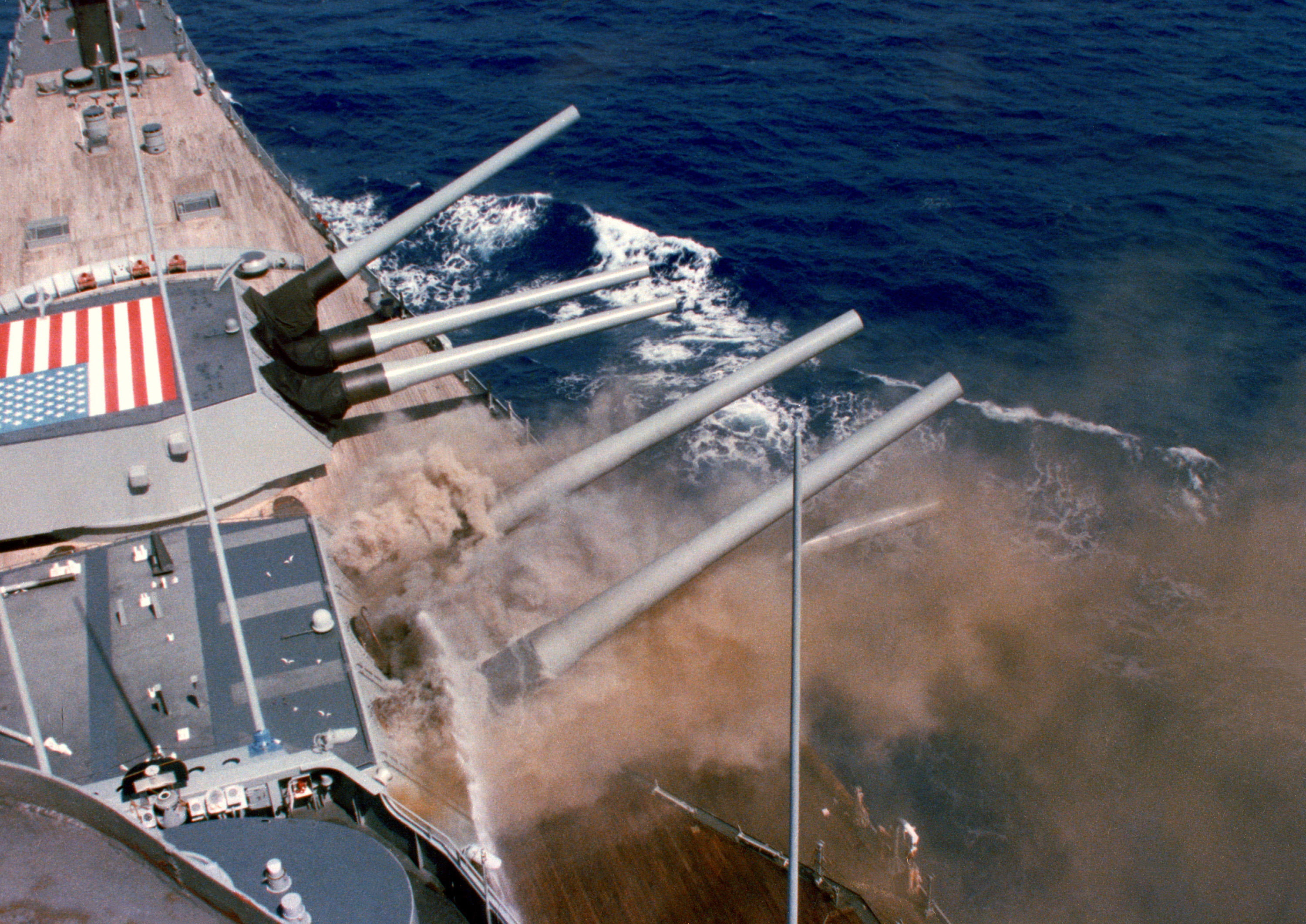
Der Geschützturm wird kurz nach der Explosion mit Meerwasser gekühlt.

Die Löschmannschaften reagierten schnell und kühlten das Dach des Turms sowie das linke und rechte Geschützrohr, die noch geladen waren, per Wasserstrahl. Meyer, Kissinger, sowie Gunner's Mate Third Class Noah Melendez gingen unter Deck und inspizierten die Pulverkammern. Dabei stellten sie fest, dass von den 1,5 Tonnen Pulver 25 bis 30 Pulversäcke „leuchtend kirschrot“ glühten. Auf Kissingers Empfehlung hin ordnete Moosally an, die Magazine, Ringräume und Pulverkammern des Turms mit Seewasser zu fluten, um zu verhindern, dass das restliche Pulver explodierte.
Feuerwehrmann Brian Scanio war der erste, der den Turm betrat. Als er versuchte, ein Stahlgitter zu entfernen, fiel der Torso von Ernie Hanyecz, der auf diesem Gitter gelegen hatte, nach unten. Eine seiner abgetrennten Hände wurde später verschmolzen mit einem Riegel gefunden. Kurz nachdem Scanio in den Turm geklettert war, stolperte er über den kopflosen Leichnam von Reginald Ziegler. Als Nächstes fand er die Leiche von Boatswain's mate Second Class Michael Williams. Zehn Minuten später stießen der Maschinist Robert Shepherd, der Feuerwehrmann Ronald Robb und der Maschinenreparateur Thad Harms zu Scanio. Während sie versuchten, das Feuer zu löschen, entdeckten sie mehrere Leichen, die stark verstümmelt waren. Kurz nach der Explosion funkte die Iowa die beiden nachfolgenden Fregatten an. Um 10:36 Uhr, etwa einundvierzig Minuten nach dem Vorfall, wurde ein Hubschrauber zur Iowa entsandt. Um 10:51 Uhr befanden sich beide Fregatten an Backbord querab des Schlachtschiffs. Die Fregatte verfügte über ein einsatzbereites Motorwalboot und hatte eine Hochleine für den Fall der Überführung von Verletzten gespannt. Drei weitere Hubschrauber des Flugzeugträgers Coral Sea mit medizinischen Kräften und einem Kampfmittelräumer landeten zwischen 11:34 Uhr und 12:00 Uhr auf dem Flugdeck der Iowa.
Am Mittag informierte Admiral Johnson den Befehlshaber der Atlantikflotte in Norfolk: Feuer unter Kontrolle, erste Opfermeldung 15 Tote. Nachdem das Feuer gelöscht war, betrat Mortensen den Geschützturm, um bei der Identifizierung der toten Besatzungsmitglieder zu helfen. Mortensen fand Hartwigs Leiche, die er anhand einer markanten Tätowierung auf dem linken Oberarm identifizierte. Seinem teilweise verkohltem Körper fehlten die Unterarme und die Beine unterhalb der Knie. Das Gasausstoßventil für das mittlere Geschütz befand sich am Boden des Geschützstands, was Mortensen zu der Annahme veranlasste, dass Hartwig kurz vor der Explosion dorthin geschickt worden war, um es einzuschalten. Außerdem stellte Mortensen fest, dass der Pulveraufzug des mittleren Geschützes nicht heruntergelassen worden war, was ungewöhnlich war, da die Tür des Aufzugs geschlossen und verriegelt war.

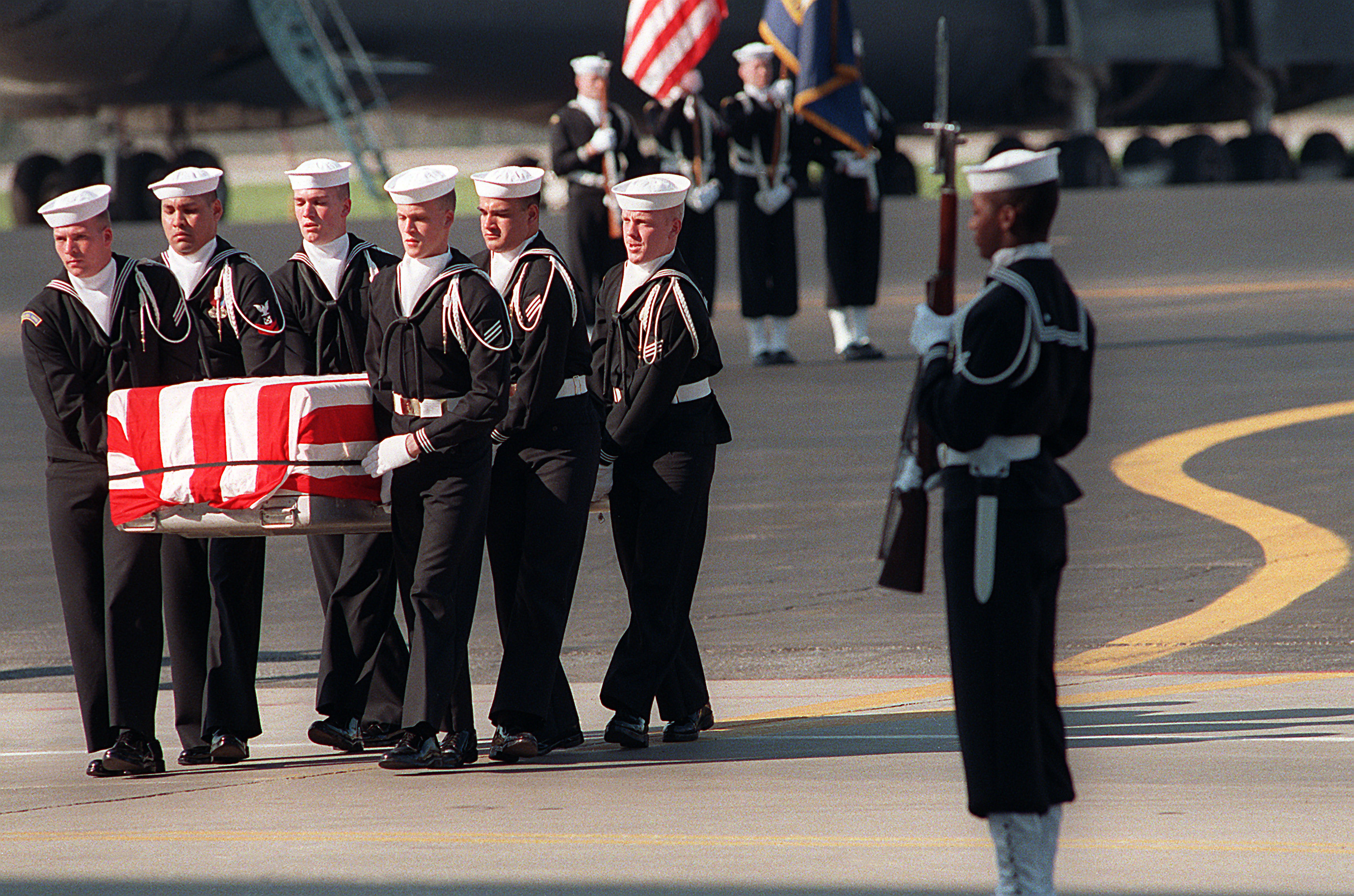
Ankunft der Leichen auf dem Luftwaffenstützpunkt Dover

Nachdem das meiste Wasser abgepumpt worden war, wurden die Leichen aus dem Turm entfernt, ohne dass ihre Lage notiert oder fotografiert wurde. Am nächsten Tag wurden die Leichen mit einem Hubschrauber vom Schiff zur Roosevelt Roads Naval Station in Puerto Rico geflogen. Von dort aus wurden sie mit einer C-5-Galaxy der US-Luftwaffe zum Charles C. Carson Center for Mortuary Affairs auf dem Luftwaffenstützpunkt Dover im US-Bundesstaat Delaware gebracht. Meyer fertigte eine rudimentäre Skizze der Lage der Leichen im Turm an, die später einigen der Ergebnisse der ersten Untersuchung der US-Navy widersprach. Mit Unterstützung des FBI konnte die Navy am 16. Mai 1989 die Identifizierung aller 47 Leichen abschließen. Im Widerspruch zu den FBI-Aufzeichnungen bestand die Navy später darauf, dass alle Überreste bis zum 24. April 1989 identifiziert worden waren, als alle Leichen an die Familien freigegeben wurden. Das FBI ließ den nicht identifizierten Leichen die Finger abtrennen, um sie später zu identifizieren. Körperteile, die nicht den Torsi zugeordnet werden konnten, wurden entsorgt. Viele der Leichen wurden zur Beerdigung an Familienmitglieder übergeben, bevor sie eindeutig identifiziert werden konnten. Die meisten Leichen, die aus dem Geschützraum und der Kabine des Turmoffiziers geborgen wurden, waren stark verbrannt, was die Identifizierung erschwerte. Die Leichen, die weiter unten im Turm gefunden wurden, waren größtenteils unversehrt; diese Besatzungsmitglieder waren offenbar durch Ersticken, giftige Gase oder durch Gewalteinwirkung gestorben, nachdem sie von der Explosion herumgeschleudert worden waren.
Ein Kampfmittelbeseitiger, Operations Specialist First Class James Bennett Drake von der nahe gelegenen Coral Sea, wurde zur Iowa geschickt, um beim Entladen des Pulvers im linken und rechten Geschütz von Turm II zu helfen. Nachdem er sich einen Überblick im mittleren Geschützraum geschaffen und einige Fragen gestellt hatte, sagte er: "Meiner Meinung nach begann die Explosion im mittleren Geschützraum, weil die Pulversäcke mit dem Ansetzer zu weit und zu schnell gegen die Granate gepresst wurden." Drake half Mortensen auch beim Entladen des Pulvers aus dem linken Geschütz von Turm I. Als der Verschluss des linken Geschützes von Turm I geöffnet wurde, stellte man fest, dass der untere Pulversack zur Seite gedreht war. Das Projektil im linken Geschütz von Turm I wurde an seinem Platz belassen und schließlich vier Monate später abgefeuert. Morse wies ein Reinigungsteam unter der Leitung von Lieutenant Commander Bob Holman an, Turm II "so normal wie möglich" aussehen zu lassen. Im Laufe des nächsten Tages fegte, reinigte und strich die Mannschaft das Innere des Turms. Lose oder beschädigte Ausrüstung wurde ins Meer geworfen. Es wurde kein Versuch unternommen, die Standorte oder den Zustand der beschädigten Ausrüstung im Turm zu dokumentieren. Einem Team von Ermittlern des Naval Investigative Service (NIS) dem Vorgänger des Naval Criminal Investigative Service (NCIS), das in der Nähe auf dem Flugzeugträger Coral Sea stationiert war, wurde mitgeteilt, dass seine Dienste bei der Untersuchung des Unglücks nicht benötigt würden. Zur gleichen Zeit berief Moosally ein Treffen ein, bei dem Legal Officer Lieutenant Commander Richard Bagley die Offiziere anwies, wie sie ihre Aussagen während der bevorstehenden Untersuchung der Explosion einschränken sollten. Terry McGinn, der bei dem Treffen anwesend war, erklärte später, dass Bagley „jedem erklärte, was er auszusagen hätte“.
Am 23. April kehrte die Iowa nach Norfolk zurück. In einem Gedenkgottesdienst am 24. April hielt Präsident Bush eine Rede, in der er versprach, Ursache und Umstände der Tragödie herauszufinden. Kurz nach dem Gedenkgottesdienst teilte Kendall Truitt Hartwigs Familie mit, dass Hartwig eine Lebensversicherung über 50.000 Dollar mit doppelter Deckungssumme bei Unfalltod auf sich selbst abgeschlossen und Truitt als alleinigen Begünstigten benannt habe. Truitt war ein Freund von Hartwig und hatte zum Zeitpunkt der Explosion im Pulvermagazin von Turm II gearbeitet, war aber ohne ernsthafte Verletzungen davongekommen. Truitt versprach, das Geld aus der Lebensversicherung an Hartwigs Eltern auszuzahlen. Kathy Kubicina, Hartwigs Schwester, war sich nicht sicher, ob sie Truitt trauen konnte, und schickte am 4. Mai Briefe an Moosally, Morse, Costigan, den Kaplan der Iowa, Lieutenant Commander James Danner, und an die Senatoren von Ohio, Howard Metzenbaum und John Glenn, in denen sie die Lebensversicherungspolice beschrieb. Sie bat darum, dass jemand mit Truitt sprechen solle, um ihn davon zu überzeugen, Hartwigs Eltern das Geld zu geben.

## Erste Untersuchung

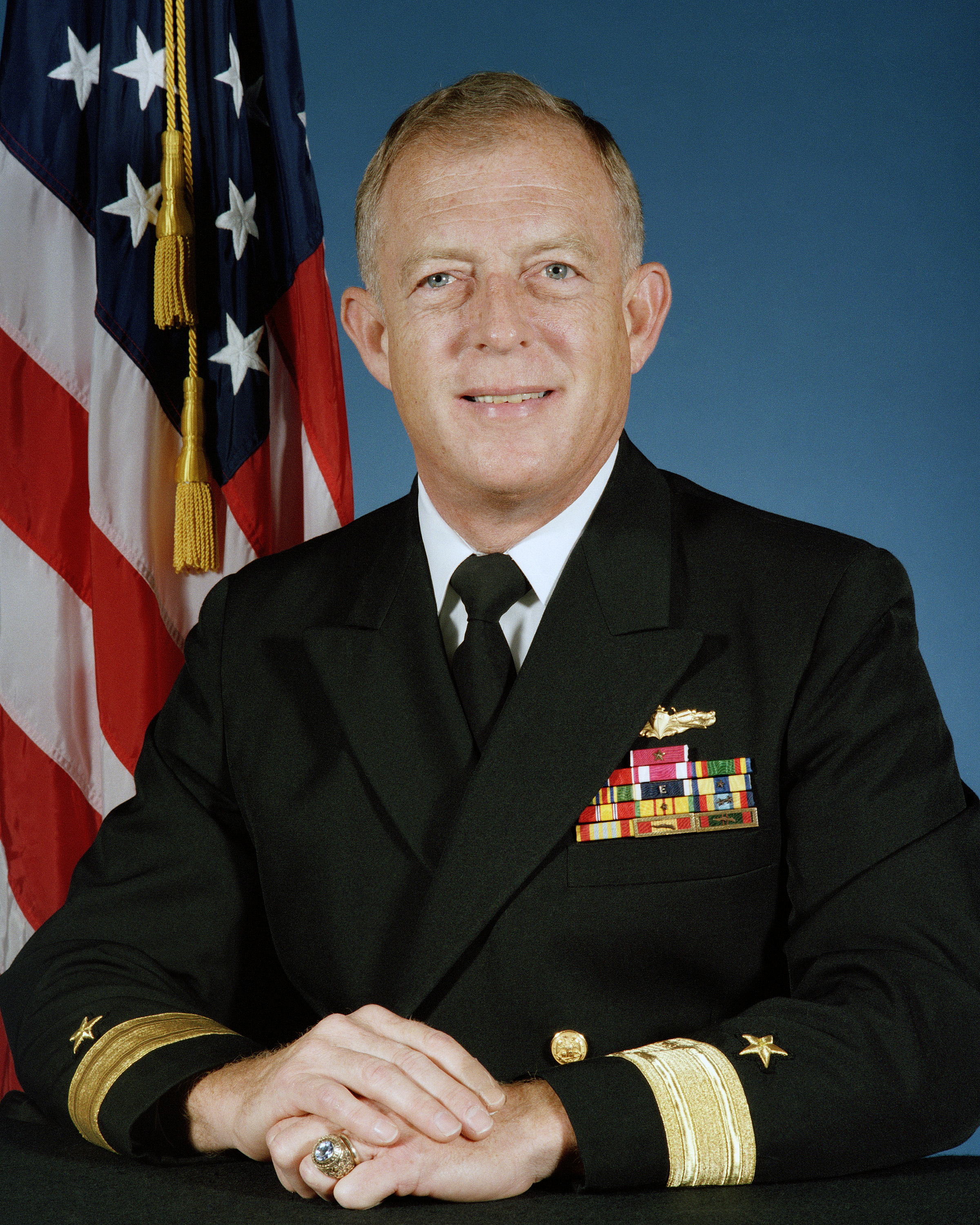
Commodore Richard Milligan

Mehrere Stunden nach der Explosion erließ Admiral Carlisle Trost, der Chief of Naval Operations (CNO), ein Moratorium für das Abfeuern aller 406-mm-Geschütze bis zu dem Zeitpunkt, an dem die Untersuchungen abgeschlossen wären. Vizeadmiral Joseph S. Donnell, der Befehlshaber der Surface Forces Atlantic, beauftragte Commodore Richard D. Milligan, der vom 15. September 1983 bis zum 7. September 1985 das Kommando über die New Jersey, das Schwesterschiff der Iowa, innehatte, mit der Durchführung einer informellen Untersuchung der Explosion. Eine informelle Untersuchung bedeutete, dass die Zeugen nicht unter Eid aussagen mussten, nicht über ihre Rechte belehrt wurden, keine Verteidiger anwesend waren und niemand, auch nicht der Verstorbene, eines Verbrechens angeklagt werden konnte, egal, was die Beweise ergaben. Milligan ging am 20. April an Bord der Iowa und besichtigte Turm II. Er unternahm keinen Versuch, die laufenden Aufräumarbeiten im Turm zu stoppen. Milligan wurde bei seinen Ermittlungen von seinem persönlichen Stab begleitet, zu dem auch sein Stabschef, Captain Edward F. Messina, gehörte.
Bei der Zusammenkunft von Moosally und Richard Bagley waren Dan Meyer und Dale Mortensen nicht anwesend, so dass sie nicht davon wussten, dass sie sich bei ihrer Aussage am 21. April in ihren Äußerungen beschränken sollten. Während der Befragung Meyers durch Milligan und seine Mitarbeiter beschrieb Meyer Skelleys Schießversuche. Meyer erklärte, Moosally und Kissinger hätten Skelley erlaubt, seine Experimente ohne Einmischung oder Aufsicht durchzuführen. An diesem Punkt, so Meyer, unterbrach Messina, sagte der Stenografin, sie solle aufhören zu tippen und nahm Meyer mit auf den Gang, wo er ihn anfuhr: „Du kleiner Scheißer, das kannst du nicht sagen! Der Admiral will kein Wort mehr über Experimente hören!“ Nachdem er den Befragungsraum wieder betreten hatte, erzählte Meyer, dass er und Mortensen Hartwigs Leiche im Geschützstand gefunden hätten. Nachdem seine Befragung beendet war, warnte Meyer Mortensen, der später befragt werden sollte, mit seinen Aussagen vorsichtig zu sein, da Milligan und seine Mitarbeiter nach Meyers Meinung wohl Hintergedanken hätten. Als Meyer und Mortensen später die Abschriften ihrer Befragungen durch Milligan lasen, stellten sie fest, dass einiges von dem, was sie gesagt hatten, geändert oder gelöscht worden war, darunter auch das, was Meyer über den Verbleib von Hartwigs Leiche gesagt hatte.
Scanio wurde drei Tage später von Milligan befragt. Scanio beschrieb die Befragung wie folgt: „Ich habe ihnen alles erzählt, was genau passiert ist ... und es schien, dass sie, wenn ich bestimmte Dinge sagte, das Aufnahmegerät einfach anhielten und dann eine andere Frage stellten, ohne die Frage zu Ende zu führen.“ Scanio sagte, dass Milligan ihm nicht gestattete, die Leiche zu identifizieren, die am Boden des mittleren Geschützstands gefunden wurde. Während seiner Vernehmung gab Skelley zu, dass er wusste, dass es illegal war, D-846-Pulver mit 2.700-Pfund-Munition zu verwenden. Skelley gab auch zu, dass er keine schriftliche Genehmigung des NAVSEA für seine Experimente hatte. Captain Joseph Dominick Miceli vom NAVSEA wurde Milligans Team zugeteilt, um die technische Untersuchung der Explosion zu leiten. Miceli hatte von 1982 bis 1985 das Naval Weapons Support Center in Crane, Indiana, geleitet. Ein Großteil des auf der Iowa verwendeten Pulvers war unter Micelis Leitung abgefüllt worden. Während seiner Zeit in Crane hatte Miceli auch mit der Verwendung von „verschleißmindernden“ Polyurethanschaumhüllen für die Pulversäcke begonnen. Blausäuregas aus den brennenden Schaumstoffmänteln hatte viele Besatzungsmitglieder des Geschützturms getötet. Wie Navy-Offiziere und später auch außenstehende Beobachter feststellten, befand sich Miceli daher in einem potenziellen Interessenkonflikt, wenn es um die Feststellung ging, ob das Pulver oder die Pulversäcke zu der Explosion oder zu den Todesfällen danach beigetragen hatten. Ted Gordon, ehemaliger Navy Deputy Judge Advocate General, erklärte: „Joe Miceli hatte sein eigenes Revier zu schützen. Die Geschütze, die Granaten und das Pulver fielen in seinen Zuständigkeitsbereich. Er hatte ein ureigenes Interesse daran, dass sie keine Schuld an dem Unfall trugen.“

### Fokus auf Truitt und Hartwig und Medienberichte
Nach Erhalt von Kubicinas Briefen über Hartwigs Lebensversicherungspolice übergaben Morse und Moosally diese am 7. Mai an Milligan. Milligan rief sofort Claude Rollins, den NIS-Regionaldirektor in Norfolk, an und bat ihn um Unterstützung bei den Ermittlungen. Ted Gordon, der kommandierende Offizier des NIS, lehnte die Einleitung einer formellen strafrechtlichen Untersuchung ab, da Milligans Untersuchung informell sein sollte. Admiral Leon A. Edney, Vice Chief of Naval Operations, erklärte Gordon jedoch, dass eine formelle Beteiligung des NIS an den Ermittlungen unter Milligans Aufsicht in Ordnung sei. Bei einem Treffen mit NIS-Agenten in Norfolk am 9. Mai erklärte Messina, dass Hartwig der mittlere Geschützführer von Turm II gewesen sei, dass er zum Zeitpunkt der Explosion auf den Verschluss des Geschützes geblickt habe, wie die an seinem Körper gefundenen Wunden zeigten und dass er wahrscheinlich beim Laden des Geschützes eine Zündvorrichtung zwischen zwei der Pulversäcke eingefügt habe. Messina erzählte den NIS-Agenten von Hartwigs Versicherungspolice und dass zwischen Hartwig und Truitt möglicherweise eine homosexuelle Beziehung bestanden habe. Später erzählte Milligans Team dem NIS, dass ein Buch mit dem Titel Getting Even: The Complete Book of Dirty Tricks von George Hayduke in Hartwigs Spind gefunden worden war. Milligan berichtete später, dass das Buch Anleitungen zum Bau einer Bombe enthielt. Die NIS-Agenten Tom Goodman und Ed Goodwin befragten Kubicina kurz nach Annahme des Falles. Nachdem sie zunächst über die Versicherungspolice gesprochen hatten, befragten die Agenten Kubicina über Hartwigs Sexualität. Später fand Kubicina heraus, dass die US-Navy auch Hartwigs beste Freundin aus der High School befragt und ihn über deren Aussagen belogen hatte. Die NIS-Agenten befragten Truitt und drängten ihn wiederholt, eine sexuelle Beziehung zu Hartwig zuzugeben. Andere Agenten befragten Truitts Ehefrau Carole ebenfalls über die sexuelle Orientierung ihres Mannes, wie oft sie und ihr Mann Sex hatten, welche Art von sexuellen Handlungen sie vornahmen und ob sie jemals mit einem von Truitts Crewmitgliedern Sex gehabt hatte. Als Truitt von der Befragung erfuhr, teilte er dem NIS mit, dass er bei den Ermittlungen nicht weiter kooperieren würde. Bei der Durchsuchung von Truitts Spind wurde ein Jutesack gefunden, der mit Schießpulver für die Kanonen gefüllt war. Aufgrund dieses Fundes, der Versicherungspolice, Hartwigs bekannter Abneigung gegen Truitts Frau und der Annahme, dass Truitt und Hartwig eine sexuelle Beziehung hatten, betrachtete der NIS Truitt als Verdächtigen. Truitt und Hartwig waren bereits im Februar 1987 zu ihrer Homosexualität befragt worden, hatten dies aber jeweils abgestritten und die Angelegenheit war fallen gelassen worden.
Ab Mai erschienen Berichte über die NIS-Untersuchung in den Medien, darunter The Virginian-Pilot, Newsday, The Washington Post, The New York Times und Daily Press, in denen Hartwig oder Truitt meist namentlich erwähnt wurden. Die Reporter erklärten später, dass ihnen die Informationen in ihren Berichten von Quellen im NIS, im Büro des Chief of Naval Information (CHINFO) der US-Navy, das von Konteradmiral Brent Baker geleitet wurde, oder von anderen Beamten des Verteidigungsministeriums zugespielt worden waren. Am 24. Mai strahlte NBC einen Nachrichtenbeitrag von Fred Francis und Len Tepper aus, in dem Truitt und Hartwig als kriminelle Verdächtige im Zusammenhang mit der Explosion auf der Iowa identifiziert wurden und in dem angedeutet wurde, dass die beiden in einer homosexuellen Beziehung standen. Der NIS-Spezialagent James Whitener hatte – ohne Genehmigung, wie später von NIS-Beamten festgestellt wurde – Tepper und Francis geheime Computerdisketten mit den vollständigen Akten über die Iowa-Ermittlungen übergeben. Spätere Medienberichte deuteten darauf hin, dass die US-Navy glaubte, Hartwig habe die Explosion absichtlich herbeigeführt, nachdem seine Beziehung zu Truitt in die Brüche gegangen war. Am 25. Mai verhörten die NIS-Agenten Goodman und Mike Dorsey in Norfolk den Seemann David Smith, ein Crewkamerad und Freund von Hartwig. Die NIS-Agenten hielten Smith sieben Stunden und 40 Minuten lang im Verhörraum fest und drohten ihm laut Smith wiederholt, dass sie ihn wegen Beihilfe zum Mord, Meineid und Behinderung der Justiz in 47 Fällen anklagen würden, falls er nicht zugeben würde, dass Hartwig ihm gesagt hatte, er wolle Turm II in die Luft jagen. Smith weigerte sich. Um 22:00 Uhr durfte Smith auf die Iowa zurückkehren, wo er eine neunstündige Wache ableistete. Weniger als eine Stunde nach Beendigung der Wache wurde Smith in das NIS-Gebäude in Norfolk zurückgebracht und weitere sechs Stunden lang verhört. Schließlich behauptete Smith, Hartwig habe ihm romantische Avancen gemacht, ihm einen Zeitzünder gezeigt und gedroht, Turm II in die Luft zu sprengen. Drei Tage später widerrief Smith jedoch seine Aussage gegenüber dem NIS in vollem Umfang, als er gebeten wurde, eine Abschrift des Verhörs erneut zu bestätigen und eine entsprechende Erklärung zu unterzeichnen. Smiths ursprüngliche Aussage wurde später an die Medien weitergegeben, ohne dass darauf hingewiesen wurde, dass er sie widerrufen hatte.

### Weitere Konzentration auf Hartwig
Lieutenant Commander Thomas Mountz, ein Psychologe, der die NIS-Untersuchung unterstützen sollte, bat die Behavioral Analysis Unit des FBI um Hilfe bei der Erstellung einer „psychologischen Autopsie“ von Hartwig. Bei einem Besuch in der FBI-Einrichtung in Quantico, Virginia, erklärten Mountz, Goodman, Goodwin und die NIS-Mitarbeiterin Dawn Teague den FBI-Spezialagenten Richard Ault und Roy Hazelwood, dass die Explosion kein Unfall, sondern ein Sabotageakt war. Der NIS übergab den FBI-Agenten Kopien ihrer Gespräche mit mehreren Iowa-Besatzungsmitgliedern, darunter Smith, sowie mit Hartwigs Familie und Bekannten. Sie teilten dem FBI nicht mit, dass Smith seine Aussage gegenüber dem NIS widerrufen hatte. Am 15. Juni, dem Tag nach Erhalt des Materials über Smiths Befragung, gaben Ault und Hazelwood eine 15-seitige Todesanalyse heraus, in der sie feststellten, dass Hartwig ihrer Meinung nach nicht homosexuell war, sondern dass er: „Als Ergebnis seiner eigenen Handlungen starb, indem er seinen Tod so inszenierte, dass es wie ein Unfall aussehen würde“.
Die NIS-Agenten Robert Nigro und Goodman unterrichteten Miceli über die Ermittlungen gegen Hartwig und teilten ihm mit, dass sie glaubten, Hartwig habe Turm II mit einem elektronischen Kurzzeitwecker von RadioShack in die Luft gesprengt. Sie sagten Miceli nicht, dass Smith seine Aussage widerrufen hatte, oder dass der NIS keine Beweise dafür finden konnte, dass Hartwig jemals ein elektronisches Gerät von RadioShack gekauft hatte.
Miceli wies sein Team an, mit Tests zu beginnen, um herauszufinden, ob ein elektronischer Zeitzünder die Pulversäcke entzündet haben könnte. Techniker des metallurgischen Labors der Navy in der Marinewerft von Norfolk untersuchten das Führungsband des Projektils der mittleren Kanone, das aus einer Kupfer-Nickel-Legierung besteht, und erklärten, dass sie hinter dem Band Spuren der Elemente Barium, Silizium, Aluminium und Kalzium gefunden hatten, was darauf hindeutete, dass ein elektronischer Zeitzünder für die Explosion verwendet worden war. Miceli bat das FBI, die Tests an dem Band zu wiederholen. Nach dem Test erklärte das FBI, dass es nicht glaube, dass ein elektronisches Gerät vorhanden gewesen sei und dass die gefundenen Chemikalien wahrscheinlich von dem Lösungsmittel stammten, das von der Navy verwendet wurde, um das Projektil nach der Explosion aus dem mittleren Geschützrohr zu entfernen. Laut dem FBI-Labor beendete Miceli daraufhin abrupt die Zusammenarbeit. Am 28. August bestätigten Techniker des Naval Weapons Support Center in Crane, die Schlussfolgerung des FBI, dass kein elektronischer Zeitzünder, Batterien und/oder ein Zündsatz an der Explosion beteiligt war. Später gab Micelis Team bekannt, dass die Explosion durch eine chemische und nicht durch eine elektrische Zündvorrichtung ausgelöst worden war, was aber nicht in den Bericht aufgenommen worden war. Am 11. August 1989 gab die Navy auf Empfehlung von Miceli die 406-mm-Geschütze der Iowa-Klasse wieder für den Betrieb frei.

### Schlussfolgerungen

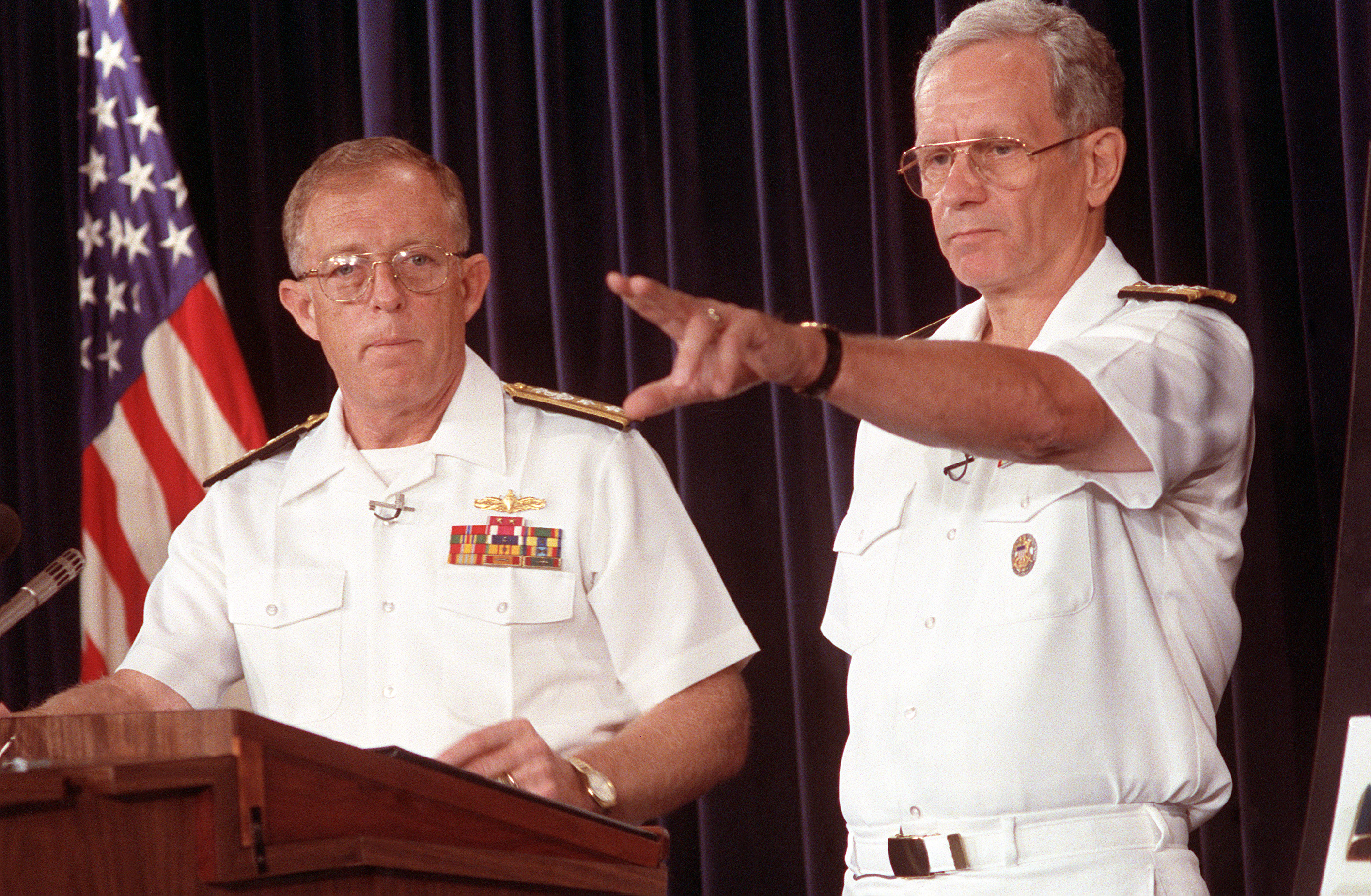
Am 7. September 1989 informieren Milligan (links) und Edney im Pentagon Reporter über die Ergebnisse von Milligans Untersuchung.

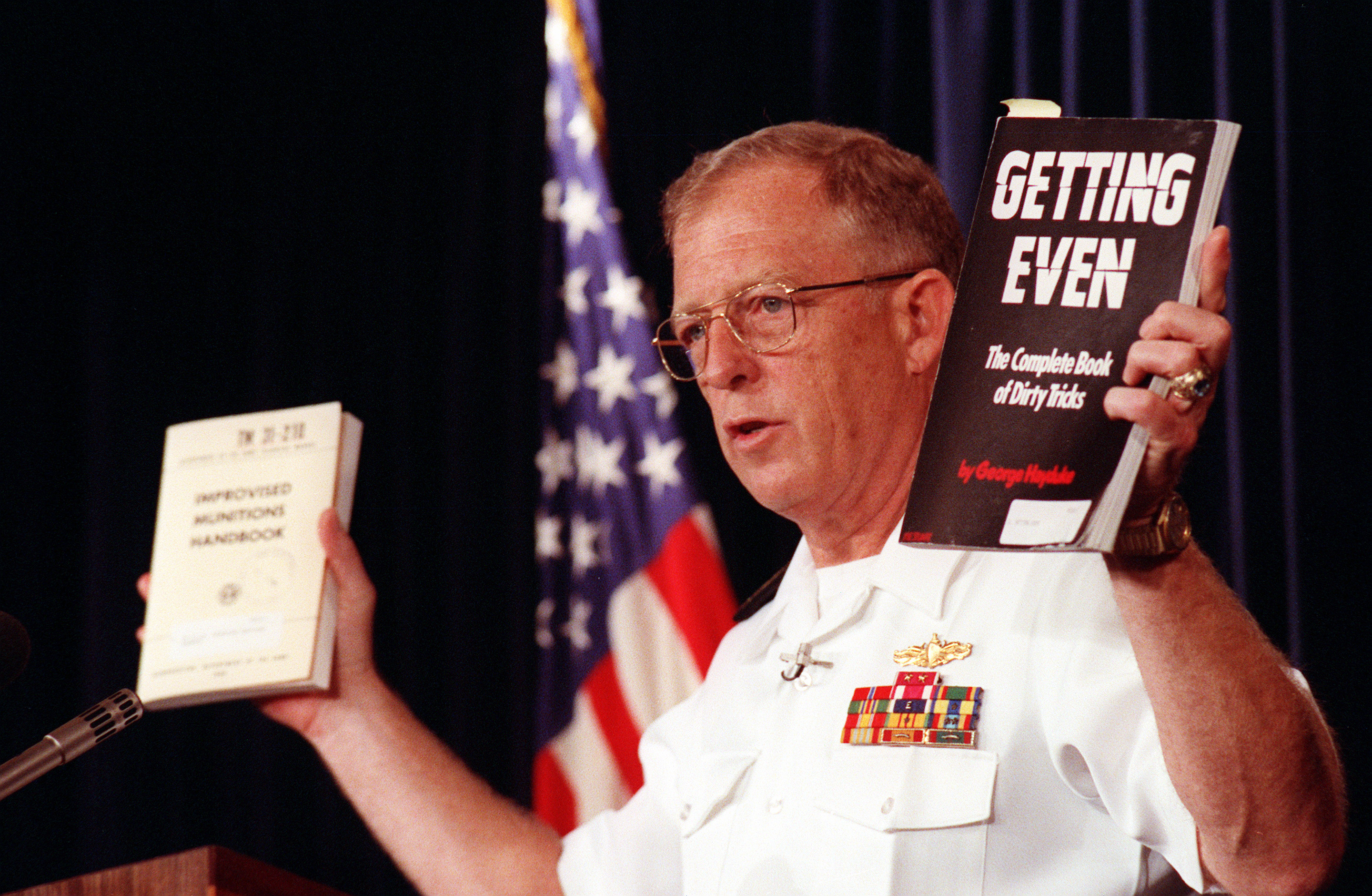
Milligan hält bei der Besprechung am 7. September die zwei Bücher in die Höhe, von denen er sagt, sie hätten Hartwig gehört.

Am 15. Juli 1989 übermittelte Milligan seinen vollständigen Bericht über die Explosion an seine Vorgesetzten. In dem 60-seitigen Bericht wurde festgestellt, dass die Explosion "höchstwahrscheinlich" von Hartwig mit Hilfe einer elektronischen Zeitschaltuhr vorsätzlich herbeigeführt wurde. Der Bericht kam zu dem Schluss, dass die Pulversäcke um 53 cm (21 Zoll) zu weit in die mittlere Kanone eingeführt worden waren, dies aber auf Hartwigs Anweisung hin geschah, um den Sprengstoff-Zeitzünder auszulösen, den er zwischen zwei der Pulversäcke platziert hatte. Donnell befürwortete am 28. Juli Milligans Bericht mit den Worten: Die Feststellung, dass Hartwig die Kanone sabotiert habe, lässt den Leser ungläubig zurück, doch die Meinung wird durch Fakten und Analysen gestützt, aus denen sie logisch und unausweichlich hervorgeht" Donnells Vorgesetzter, der Befehlshaber der Atlantikflotte, Admiral Powell F. Carter, Jr, bestätigte daraufhin den Bericht und leitete ihn an den Kommandanten der Atlantikflotte, Carlisle Trost, mit den Worten weiter, der Bericht zeige, dass es "erhebliche und schwerwiegende Versäumnisse von Moosally und Morse" gegeben habe. Obwohl Miceli gerade bekannt gegeben hatte, dass die Testergebnisse aus Dahlgren zeigten, dass kein elektronischer Zeitzünder die Explosion verursacht hatte, befürwortete auch Trost den Bericht am 31. August und erklärte, Hartwig sei "die Person, die das Motiv, das Wissen und die Gelegenheit hatte". Trosts Bestätigung führte Smiths Aussage gegenüber dem NIS als weiteren Beweis dafür an, dass Hartwig der Täter sei. Am 7. September informierten Milligan und Edney die Medienvertreter im Pentagon offiziell über die Ergebnisse von Milligans Untersuchung. Dabei bestritt Edney, dass die Navy Einzelheiten der Untersuchung an die Presse weitergegeben habe. Milligan erklärte, dass die Navy davon ausging, dass Hartwig die Explosion verursacht habe und führte dabei unter anderem die Todesanalyse des FBI zu Hartwig an. Milligan präsentierte zwei Bücher, Getting Even und Improvised Munitions Handbook, von denen er sagte, sie hätten Hartwig gehört und enthielten "eindeutige" Anweisungen zum Bau von Zündern und Bomben. Außerdem erklärten sie, dass es keinen Beweis dafür gebe, dass Hartwig homosexuell gewesen sei.
Die meisten Familienangehörigen der Opfer kritisierten die Schlussfolgerungen der Navy. Viele Familien erzählten Medienvertretern von privaten Bedenken, die die Opfer ihnen gegenüber geäußert hatten, was Probleme mit der Ausbildung und die gefährlichen Schießversuche vor der Explosion betraf. Hartwigs Familie bestritt die Behauptungen, er sei depressiv und selbstmordgefährdet gewesen. Mehrere Journalisten begannen daraufhin, die Ergebnisse von Milligans Untersuchung in Frage zu stellen. John Hall, ein Reporter der Richmond Times-Dispatch, schrieb ab dem 17. September eine Serie von vier Artikeln, in denen er enthüllte, dass auf der Iowa illegale Experimente mit den Treibladungen durchgeführt wurden, als die Kanone explodierte, dass Interessenkonflikte bei den mit der Untersuchung beauftragten Ermittlern offensichtlich waren, dass viele Mitglieder der Schiffsbesatzung nicht richtig oder nur unzureichend ausgebildet waren und dass die Beweise die Theorie der Navy, Hartwig habe die Explosion verursacht, nicht stützten. Andere Zeitungen griffen Halls Geschichte auf und veröffentlichten sie. Robert Becker und A. J. Plunkett von der Daily Press schrieben eine längere Geschichte, in der Milligans Bericht massiv kritisiert wurde. Der ABC-Reporter Robert Zelnick schrieb einen Kommentar, der am 11. September in der New York Times erschien und die Navy heftig dafür attackierte, dass sie "einen toten Seemann zum Sündenbock gemacht hat". 20/20 und 60 Minutes brachten Berichte, in denen die Aussagen der Navy in Frage gestellt wurden. Die Washington Post hingegen veröffentlichte einen Artikel, der die Theorie der Navy generell unterstützte. Am 3. Oktober verhängte Donnell als Reaktion auf die Feststellungen in Milligans Bericht Disziplinarmaßnahmen gegen die Offiziere der Iowa. Moosally und Operations Officer Bob Finney erhielten Verwarnungen ohne Strafcharakter, die nicht in ihre ständigen Personalakten aufgenommen wurden. Kissinger und Skelley erhielten Verwarnungen mit Strafcharakter, die in ihre Akten aufgenommen wurden, sowie Geldstrafen in Höhe von 2.000 bzw. 1.000 Dollar. Donnell setzte beide Geldstrafen aus. Kurz darauf gab die Navy eine Erklärung ab, in der sie behauptete, dass die bei der Untersuchung an Bord der Iowa festgestellten Sicherheitsverstöße und Ausbildungsmängel in keinem Zusammenhang mit der Explosion standen.

### Parlamentarische Ermittlungen
Die Senatoren Howard Metzenbaum und John Glenn aus Ohio zeigten sich besorgt über die Erklärungen der Navy und veranlassten eine Anhörung über die Untersuchung im United States Senate Committee on Armed Services (SASC) unter dem Vorsitz des Senators von Georgia, Sam Nunn. Auch die Kongressabgeordnete Mary Rose Oakar bat Nicholas Mavroules, den Vorsitzenden des Untersuchungsunterausschusses, sich mit den Ergebnissen der Navy zu befassen und eine Anhörung anzusetzen. John Glenn forderte das Government Accountability Office (GAO) auf, die Untersuchung der Navy zur Explosion einer Revision zu unterziehen sowie die nicht genehmigten Schießversuche und andere unsichere Praktiken zu untersuchen, die auf der Iowa stattgefunden haben könnten. Die erste Senatsanhörung fand am 16. November 1989 statt. Trost, Milligan, Miceli und Robert Powers vom NIS sagten bei der Anhörung aus und wurden von den Senatoren Glenn, Alan Dixon, John McCain und James Exon befragt. Die Senatoren erkundigten sich über das Fehlen einer angemessenen Ausbildung auf der Iowa, das Alter und den Zustand des Schiffspulvers, Probleme mit dem Ansetzer des mittleren Geschützes, die illegalen Schießversuche, die angewandten Methoden und die bei der Untersuchung gezogenen Schlussfolgerungen sowie die Reihe von Indiskretionen von Navy- und NIS-Personal gegenüber den Medien.
Am 11. Dezember 1989 sagte Moosally vor dem SASC aus. Er bestritt, dass auf der Iowa illegale oder nicht genehmigte Schießversuche durchgeführt worden seien. Auf Fragen der Senatoren erklärte Moosally, er glaube, dass die Explosion eine vorsätzliche Handlung gewesen sei, könne aber Milligans Theorie, dass Hartwig der Schuldige sei, nicht unterstützen. Während der Anhörung gab Sam Nunn bekannt, dass die Sandia National Laboratories in Albuquerque, New Mexico, einem Ersuchen des GAO zugestimmt hatten, die Navy bei der technischen Untersuchung zu unterstützen, um festzustellen, ob es eine technische Erklärung für die Explosion geben könnte. Später erschienen die FBI-Agenten Ault und Hazelwood vor dem Ausschuss und beantworteten Fragen darüber, wie sie ihre Todesanalyse über Hartwig erstellt hatten. Darüber hinaus sagten Truitt und zwei weitere Iowa-Matrosen und Bekannte von Hartwig aus, dass Hartwig nicht selbstmordgefährdet war und dass die Navy versuchte zu vertuschen, dass die Explosion wahrscheinlich ein Unfall war.
Am 12., 13. und 21. Dezember nahm der Ausschuss die Aussagen von Donnell, Ault, Hazelwood, Milligan, Miceli, Truitt, Nimmich und Richard Froede, dem Gerichtsmediziner der Streitkräfte, auf. Anfang März 1990 veröffentlichte das House Armed Services Committee seinen Bericht mit dem Titel USS Iowa Tragedy: An Investigative Failure. Der Bericht kritisierte die Navy dafür, dass sie es versäumt hatte, mögliche technische Ursachen auszuschließen, bevor sie die Explosion zu einer als vorsätzlich herbeigeführten Handlung erklärte. Weitere Kritikpunkte waren die Kontaminierung des „Tatorts“ sowie des Projektils, die Vernichtung von Beweismaterial, die Bestätigung Milligans Berichts, noch bevor die technische Untersuchung abgeschlossen war. Außerdem wurde das Versäumnis bezüglich der Meinungsverschiedenheiten mit dem FBI-Labor über die Substanzen, die auf dem Führungsband des Projektils gefunden wurden, offen zu legen. Die Todesanalyse des FBI wurde als „einziger großer Fehler der Untersuchung“ bezeichnet. Das Vorgehen des NIS bei der Untersuchung und die mit dem Fall betrauten NIS-Agenten wurden für unprofessionelle Befragungstechniken und die Weitergabe sensibler Dokumente und ungenauer Informationen kritisiert. Schließlich kam der Bericht zu dem Schluss, dass Milligan nicht geeignet war, eine größere strafrechtliche Untersuchung zu leiten.

## Zweite Untersuchung
Vierzig Wissenschaftler der Sandia National Laboratories, unter der Leitung von Richard Schwoebel, begannen am 7. Dezember 1989 mit einer unabhängigen technischen Untersuchung der Explosion. Um die Theorie der Navy zu überprüfen, dass die Explosion durch eine elektronische oder chemische Zündvorrichtung ausgelöst worden sei, bat Schwoebel Miceli, die aus dem linken und rechten Geschütz des zweiten Turms entnommenen Geschosse zu untersuchen und mit dem Geschoss aus dem mittleren Geschütz zu vergleichen. Miceli teilte Schwoebel mit, dass beide Geschosse verlegt worden waren und er sie nicht ausfindig machen könne. Bei einem Treffen mit den Wissenschaftlern des Labors am 16. Januar 1990 berichtete Steve Mitchell, ein Techniker des Indian Head Naval Surface Warfare Center, dass sein Team entdeckt habe, dass die Treibladungskörner, aus denen das Pulver in den Pulversäcken bestand, bei Falltests zerbrechen und heiße Fragmente abgeben konnten und dass die zerbrochene Oberfläche oft verbranntes Aussehen und Geruch aufweise. An diesem Punkt, so Schwoebel, mischte sich Miceli ein und sagte: „So etwas kann während des eigentlichen Ladevorgangs nicht nachgestellt werden. Dieses Ergebnis ist für die Explosion nicht relevant“ Mitchell fügte hinzu, dass sein Team es für äußerst unwahrscheinlich hielt, dass Reibung oder statische Aufladung die Pulversäcke hätten entzünden können.
Sandia ermittelte, ob zwei ähnliche Explosionen auf dem Schlachtschiff Mississippi mit der Iowa-Explosion in Zusammenhang stehen könnten. In den Jahren 1924 und 1943 war es im mittleren Geschützturm der Mississippi zu Explosionen mit offenem Verschluss gekommen, bei denen jeweils die meisten Besatzungsmitglieder im Turm ums Leben kamen. Micelis Team antwortete, dass die Explosionen nicht miteinander zusammenhingen, da es sich bei den Vorfällen auf der Mississippi nicht um tatsächliche Explosionen, sondern um intensive Verbrennungen des Pulvers handelte, die auf andere Ursachen als den Vorfall auf der Iowa zurückzuführen waren. Ein Stabsoffizier des Naval Sea Systems Command, Konteradmiral Robert H. Ailes, teilte Sandia mit, dass die Mississippi-Explosionen nicht zu diskutieren seien. Die von James Borders geleitete Gruppe für Chemie- und Materialanalyse von Sandia untersuchte die Theorie über einen chemischen Zünder weiter. Dabei zeigte sich, dass eine angeblich erfolgte Entdeckung von winzigen Stahlwollfasern, die mit Kalzium und Chlor verkrustet waren, eines Fragments von Polyethylenterephthalat (häufig für Plastiktüten verwendet) und von verschiedenen Glykolen, einschließlich Bremsflüssigkeit, und Hypochlorit, unter dem Führungsband des Geschosses auf einen chemischen Zünder hindeuten würde. Die Navy war jedoch nicht in der Lage, die Stahlwollfasern zu finden, die Borders untersuchen wollte. Es gab keine unberührten Teile des Bandes mehr, sodass Sandia ein Abschnitt zur Verfügung gestellt wurde, der bereits vom FBI untersucht worden war. Das Team von Borders untersuchte dieses Führungsband und fand keine Spuren von Polyethylenterephthalat. Stattdessen wurde festgestellt, dass die vorhandenen Glykole aus der „Break-Free“-Reinigungslösung stammten, die in den Lauf gekippt worden war, um das Projektil nach der Explosion zu lösen. Das Team stellte fest, dass Kalzium und Chlor auch in den anderen Geschütztürmen der Iowa vorhanden waren, was auf eine routinemäßige Exposition in einer maritimen Umgebung hindeutete. Borders kam zu dem Schluss, dass alle Fremdstoffe, die die Navy auf dem Geschütz gefunden hatte, aus gewöhnlichen Quellen stammten und dass die Theorie, dass die Explosion durch einen chemischen Zünder ausgelöst worden war, äußerst zweifelhaft sei.

### Falsche Handhabung

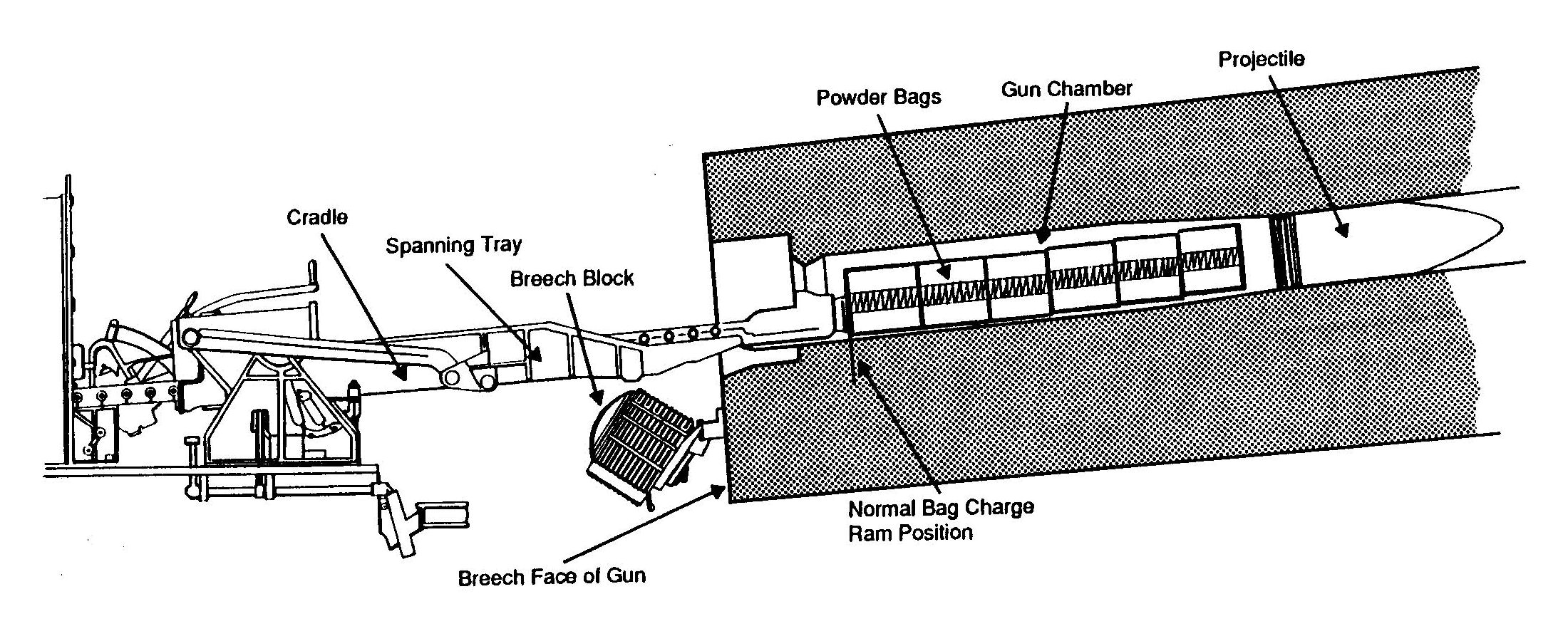
Schnittdarstellung eines geladenen 406-mm-Geschützes auf einem Schlachtschiff der Iowa-Klasse. Sechs Pulversäcke befinden sich hinter dem Geschoss der Projektilkammer der Kanone. Der Ansetzer, der die Säcke in den Verschluss schob, ist noch ausgefahren. Auch die Ladewiege ist noch ausgefahren. Der Hebel oberhalb der Wiege wird vom Ladekanonier zur Steuerung des Ansetzers verwendet.

Karl Schuler, ein Mitglied des Sandia-Teams, stellte fest, dass die fünf Pulversäcke in der mittleren Kanone 61 cm (24 Zoll) in den Lauf geführt worden waren, also weiter als die 53 cm (21 Zoll), die die Navy in Milligans Bericht angegeben hatte. Nach über 50 Stunden intensiver Untersuchungen kam Schuler zu dem Schluss, dass das zu weite Einführen der Pulversäcke als sogenannter Overram in Verbindung mit dem vom Ansetzer erzeugten Druck von 19 MPa die Pulversäcke wahrscheinlich so weit komprimiert hatte, dass sie sich entzündeten. Eine andere Gruppe von Sandia-Forschern unter der Leitung von Paul Cooper führte Ende März bis Anfang Mai 1990 450 Falltests mit kleinen Beuteln von D-846-Pulver durch. Das Team stellte fest, dass sich die „Tara“- oder „Trim“-Schicht, eine kleine Menge Pulver, die beim Umpacken des Pulvers unter der Verantwortung von Miceli in den 1980er-Jahren am Ende jedes Beutels angebracht worden war, um das Gewicht der Beutel anzugleichen, häufig entzündete, wenn sie mit hoher Geschwindigkeit zusammengedrückt wurde. Cooper stellte fest, dass die brennenden Fragmente nicht das Pulver des eigenen Beutels entzündeten, sondern sich durch das Beutelmaterial hindurchbrannten, die Schwarzpulver-Übertragungsladung des benachbarten Beutels entzündeten und damit den Rest dieses Beutels. Am 7. Mai bat Schwoebel Miceli, in Dahlgren Falltests mit fünf echten Pulversäcken durchzuführen, die in einen Stahlzylinder mit dem Durchmesser einer 406-mm-Kanone gepresst wurden. Miceli antwortete, dass Coopers Ergebnisse „keinen Bezug zu den tatsächlichen Bedingungen zu solch einem Geschütz haben“ und lehnte wiederholte Bitten von Sandia ab, die Tests durchzuführen. Schwoebel war besorgt, dass Micelis Weigerung, Falltests in vollem Umfang durchzuführen, die Geschützbesatzungen der Navy in Gefahr brachte und nahm am 11. Mai Kontakt mit Rick DeBobes, Nunns Berater für das SASC, auf. Am 14. Mai 1990 wurde ein Schreiben von Nunn an Trost gesandt, in dem er die Navy aufforderte, die Tests wie von Sandia gefordert durchzuführen und Sandia zu erlauben, die Tests zu beobachten. Am selben Tag rief Micelis Vorgesetzter, Vizeadmiral Peter Hekman, Befehlshaber des Sea Systems Command, den Präsidenten von Sandia, Al Narath an und teilte ihm mit, dass die Navy die Falltests in vollem Umfang wie gewünscht durchführen werde und Sandia zur Teilnahme eingeladen sei. Die Falltests wurden in Dahlgren unter der Leitung von Miceli und Tom Doran durchgeführt. Die Tests bestanden darin, fünf D-846-Pulversäcke vertikal unter einem Gewicht von 390 kg zu stapeln und sie 0,9 m auf eine Stahlplatte fallen zu lassen, um einen Overram in einem 406-mm-Geschützrohr zu simulieren. Am 24. Mai 1990, beim 18. Falltest, dem ersten, den Cooper und Schuler beobachteten, explodierten die Pulversäcke und zerstörten die gesamte Testvorrichtung. Miceli informierte sofort Hekman, der die Leitung der Navy benachrichtigte, den weiteren Einsatz von 406-mm-Geschützen zu stoppen und die Untersuchung der Navy wieder aufzunehmen.

### Feststellungen
Am nächsten Tag informierten Schwoebel, Schuler, Cooper und Borders das SASC in einer öffentlichen Sitzung über die Ergebnisse ihrer Untersuchung und erklärten, dass die Explosion nach Ansicht von Sandia auf einen Overram des Pulvers zurückzuführen war – entweder wegen menschlichen Versagens oder durch einen Geräteausfall. In seinen Schlussbemerkungen wies der Ausschussvorsitzende Sam Nunn Milligans Feststellung zurück, dass die Explosion auf Vorsatz zurückzuführen sei. Nunn fügte hinzu, dass Milligans Schlussfolgerungen nicht durch zuverlässige, beweiskräftige und substanzielle Beweise gestützt wurden. Nunn kritisierte später das NIS mit den Worten: „Die gesamte Untersuchungstechnik der Navy sollte hier ernsthaft in Frage gestellt werden.“

## Dritte Untersuchung
Nach der Anhörung im Senat nahm Marineminister Henry L. Garrett die Untersuchung wieder auf. Nunn legte fest, dass kein Beteiligter der ersten Untersuchung, insbesondere Milligan und Miceli, in die zweite Untersuchung einbezogen werden sollte. Dennoch beauftragte die Navy Miceli mit der Leitung der neuen Untersuchung, wobei er einem technischen Aufsichtsgremium laufend über die Fortschritte berichtete. Am 30. Juni 1990 löste Frank Kelso Trost und Jerome L. Johnson Edney ab. Kurz darauf besuchte DeBobes Kelso im Pentagon und ließ ihn wissen, dass es nicht gut sei, Miceli die Leitung der erneuten Untersuchung zu überlassen. Kelso hörte zu, lehnte es aber ab, Miceli zu entlassen. Sandia blieb auf Ersuchen des Senats an der Untersuchung beteiligt. Die Navy erklärte, dass sie davon ausging, dass die erneute Untersuchung in sechs Monaten abgeschlossen sei.
Im Juni und Juli 1990 führte Micelis Team Tests mit einer maßstabsgetreuen Nachbildung des Geschützverschlusses durch. Die Tests wurden mit Geschwindigkeiten von 0,6, 1,2, 2,4 und 4,3 m/s durchgeführt. Bei einem der Tests mit 4,3 m/s kam es zu einer Explosion im Verschluss. Cooper und Schuler, die die Tests beobachteten, berichteten Schwoebel, dass Miceli ihrer Meinung nach versuche, den Umfang der Tests einzuschränken und die meisten Ladeversuche mit niedrigeren Geschwindigkeiten durchzuführen. Die Mitglieder des Sandia-Teams stellten auch fest, dass Miceli sich weigerte, seinen zivilen Technikern zu gestatten, alternative Overram-Szenarien zu testen und dass er mit verschiedenen Mitteln den Fortschritt der Untersuchung absichtlich zu verzögern schien. Bei weiteren Tests durch Micelis Team kam es zu vier weiteren Explosionen. Tom Doran, ein ziviles Mitglied von Micelis Team, teilte Schwoebel am 18. Juli mit, seine Tests hätten gezeigt, dass Explosionen durch einen Overram je nach Konfiguration der losen Pellets in den Pulversäcken sehr viel leichter und mit geringerer Geschwindigkeit erfolgen könnten. Doran berichtete, dass Miceli ihn daraufhin anwies, keine weiteren Tests in dieser Richtung durchzuführen. Im August 1990 hob die Navy die Beschränkung für das Abfeuern von 406-mm-Geschützen auf. Die Navy entfernte die „Tara“- „Trim“-Schichten von den Pulversäcken, fügte ein farbcodiertes System auf dem Ansetzer hinzu und wies die Geschützmannschaften an, zusätzliche Schulungen für die Benutzung des Ansetzers durchzuführen.
Im November 1990 entdeckte Cooper in einem Lagerhaus in Dahlgren die beiden vermissten linken und rechten Geschosse von Turm II. Cooper und andere Sandia-Wissenschaftler untersuchten die Geschosse und fanden auf den beiden Geschossen die gleichen Stahlwollfasern und Chemikalien wie auf dem Geschoss der mittleren Kanone, was die Navy jedoch bestritt.

## Ergebnis

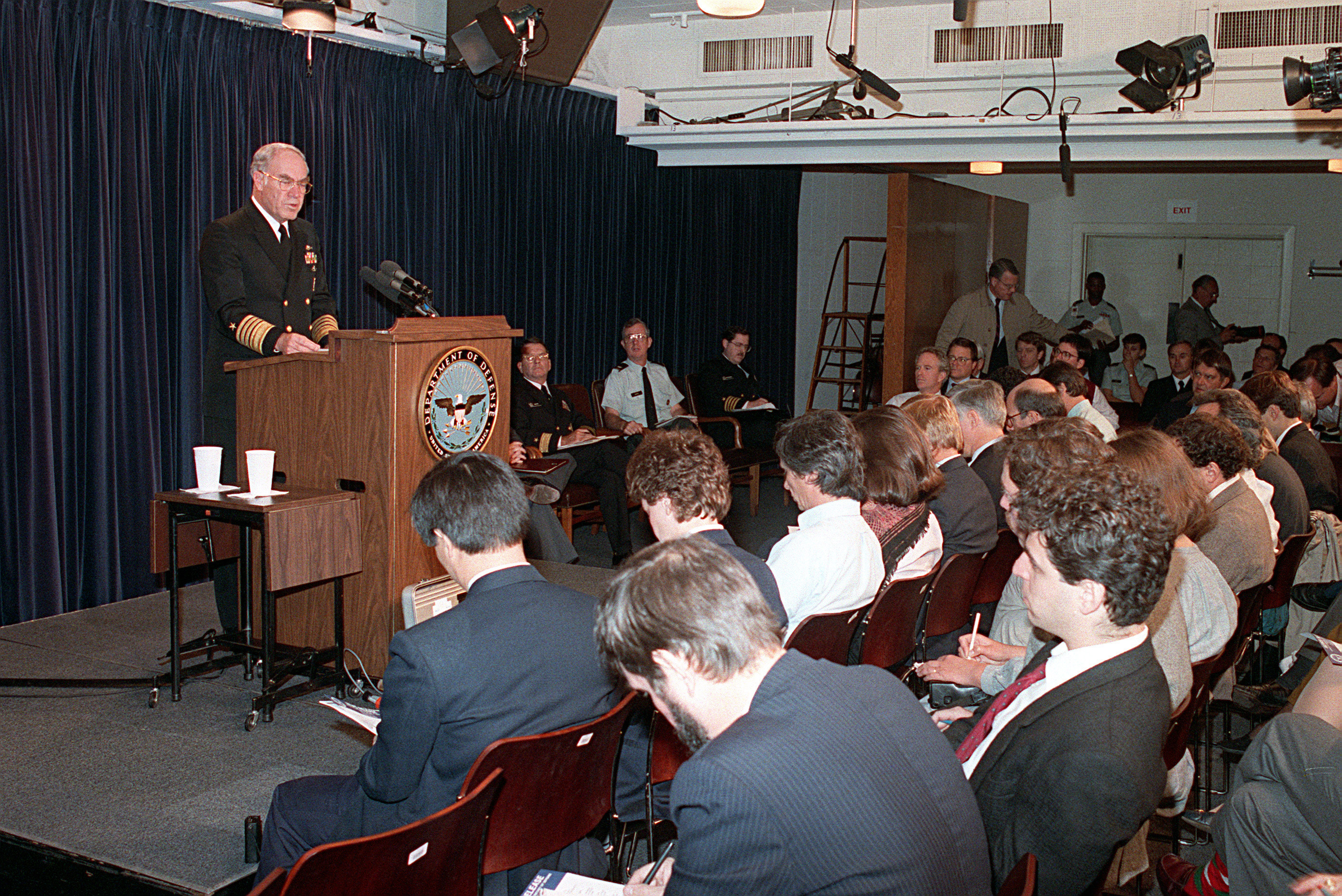
Frank Kelso gibt die Ergebnisse der zweiten Navy-Untersuchung vor Reportern im Pentagon bekannt.

Am 3. Juli 1991 informierte Miceli den technischen Aufsichtsrat des NAVSEA und erklärte, seine Untersuchung stütze die ursprüngliche Theorie, wonach die Explosion vorsätzlich herbeigeführt worden sei. Obwohl Vertreter von Sandia bei Micelis Unterrichtung anwesend waren, forderten die Ausschussmitglieder die Sandia-Vertreter weder auf, Micelis Behauptungen zu widerlegen, noch sie zu kommentieren.
Die endgültigen Ergebnisse von Sandia wurden dem Senat im August 1991 vorgelegt und in den Bericht des GOA aufgenommen. Schwoebels Team kam zu dem Schluss, dass die Fasern und die verschiedenen chemischen Bestandteile, die von der Navy auf dem Projektil gefunden wurden, in keinem Zusammenhang mit der Explosion standen. Das Team stellte fest, dass die Pulversäcke zu weit in die Patronenkammer eingeführt wurden, konnte aber nicht sagen, mit welcher Geschwindigkeit der Ansetzer die Pulversäcke gegen das Geschoss gedrückt hatte. Außerdem gab Sandia an, dass die Wahrscheinlichkeit, eine Gruppe von Fünf-Beutel-Ladungen aus den Treibladungschargen auszuwählen, die für eine Zündung durch Overram empfindlich waren, 16,6 % betrug. Weiter hieß es, dass die Explosion unmittelbar mit dem Einführen der Pulversäcke erfolgt sei – es habe keine Verzögerung gegeben, wie von der Navy angenommen. Der Bericht von Sandia kam zu dem Schluss, dass die Wahrscheinlichkeit einer Pulverentzündung in den Geschützen durch einen Overram so groß sei, dass Maßnahmen ergriffen werden müssten, um sicherzustellen, dass ein zu weites Einführen der Pulversäcke bei jeder Geschwindigkeit ausgeschlossen sei.
Am 17. Oktober 1991, 17 Monate nach Wiederaufnahme der Ermittlungen durch die Navy, gab Kelso auf einer Pressekonferenz im Pentagon die Ergebnisse bekannt. Kelso stellte fest, dass die Navy insgesamt 25 Millionen Dollar für die Untersuchung ausgegeben hatte. Er erklärte, die Navy habe weder Beweise für eine unsachgemäße Bedienung der Kanone noch eine plausible Unfallursache für die Explosion gefunden. Außerdem, so Kelso, sei die ursprüngliche Untersuchung ein ehrlicher Versuch gewesen, alle damals vorliegenden Beweise unvoreingenommen abzuwägen. Kelso fügte hinzu, dass die Navy auch keine Beweise dafür gefunden habe, dass die Explosion absichtlich herbeigeführt wurde. Abschließend sprach Kelso der Familie von Clayton Hartwig sein aufrichtiges Bedauern aus und entschuldigte sich bei den Familien der Todesopfer.

## Nachwirkungen
Am 19. April 1991 verklagte die Familie Hartwig die Navy wegen fahrlässiger Erzeugung emotionaler Bedrängnis nach dem Federal Tort Claims Act. Am 30. Juni 1992 fügten die Hartwigs der Klage einen weiteren Punkt hinzu, nachdem die Navy einen Brief an Hartwigs Eltern geschickt hatte, in dem sie den toten Seemann einlud, der US-Marinereserve beizutreten. Das Verteidigungsministerium beantragte die Abweisung der Klage unter Berufung auf die Immunität des Staates. Im Mai 1993 entschied der US-Bezirksrichter Paul R. Matia in Cleveland jedoch, dass das Klageverfahren der Hartwigs weitergeführt werde. Nach der Beweisaufnahme beantragte die Regierung erneut die Abweisung. Am 26. Januar 1999 empfahl der Magistratsrichter David Perelman, die Klage abzuweisen, da die mehrjährigen Ermittlungen ergeben hätten, dass Verleumdung für die Ansprüche der Hartwigs von wesentlicher Bedeutung sei und dass reine Verleumdungsklagen durch die Immunität des Staates ausgeschlossen seien. Die Familie Hartwig legte Einspruch ein, aber am 10. November 1999 nahm Bezirksrichter Solomon Oliver, Jr. die Empfehlung zur Klageabweisung an und entschied, dass „wie verletzend die Maßnahmen der Regierung auch gewesen sein mögen, sie können nicht die Grundlage für eine Klage gegen die Vereinigten Staaten bilden“. Die Hartwigs verklagten daraufhin NBC News auf 10 Millionen Dollar wegen seelischer Grausamkeit und behaupteten, die Berichte von Fred Francis hätten Hartwig fälschlicherweise als selbstmörderischen Massenmörder dargestellt. NBC antwortete daraufhin, dass sie nicht haftbar gemacht werden könnten, da die Informationen direkt vom NIS durch undichte Stellen gekommen seien. Ein Bundesrichter wies die Klage ab. Insgesamt reichten achtunddreißig Familienangehörige der anderen Opfer Klage gegen die Navy ein und verlangten 2,35 Milliarden Dollar Schadenersatz. Auch diese Klagen wurden abgewiesen.

## Die Opfer
(Quelle:)
- Tung Thanh Adams (25), Fire Controlman 3rd Class
- Robert Wallace Backherms (30), Gunner's Mate 3rd Class
- Dwayne Collier Battle (21), Electrician's Mate, Fireman Apprentice
- Walter Scot Blakey (20), Gunner's Mate 3rd Class
- Pete Edward Bopp (21), Gunner's Mate 3rd Class
- Ramon Jerel Bradshaw (19), Seaman Recruit
- Phillip Edward Buch (24), Lieutenant
- Eric Ellis Casey (21), Seaman Apprentice
- John Peter Cramer (28), Gunner's Mate 2nd Class
- Milton Francis Devaul, Jr. (21), Gunner's Mate 3rd Class
- Leslie Allen Everhard, Jr. (31), Seaman Apprentice
- John Gary (24), Boatswain's Mate
- Tyrone Dwayne Foley (27), Seaman
- Robert James Gedeon (22), Seaman Apprentice
- Brian Wayne Gendron (20), Seaman Apprentice
- John Leonard Goins (20), Seaman Recruit
- David L. Hanson (23), Electrician's Mate 3rd Class
- Ernest Edward Hanyecz (27), Gunner's Mate 1st Class
- Clayton Michael Hartwig (25), Gunner's Mate 2nd Class
- Michael William Helton (31), Legalman 1st Class
- Scott Alan Holt (20), Seaman Apprentice
- Reginald Johnson, Jr. (20), Seaman Recruit
- Brian Robert Jones (19), Seaman
- Nathaniel Clifford Jones, Jr. (21), Seaman Apprentice
- Michael Shannon Justice (21), Seaman
- Edward J. Kimble (23), Seaman
- Richard E. Lawrence (29), Gunner's Mate 3rd Class
- Richard John Lewis (23), Seaman Apprentice, Firecontrolman
- Jose Luis Martinez, Jr. (21), Seaman Apprentice
- Todd Christopher McMullen (20), Boatswain's Mate 3rd Class
- Todd Edward Miller (25), Seaman Recruit
- Robert Kenneth Morrison (36), Legalman 1st Class
- Otis Levance Moses (23), Seaman
- Darin Andrew Ogden (24), Gunner's Mate 3rd Class
- Ricky Ronald Peterson (22), Seaman
- Matthew Ray Price (20), Gunner's Mate 3rd Class
- Harold Earl Romine, Jr. (19), Gunner's Mate 3rd Class
- Geoffrey Scott Schelin (20), Seaman
- Heath Eugene Stillwagon (21), Gunner's Mate 3rd Class
- Todd Thomas Tatham (19), Seaman Recruit
- Jack Ernest Thompson (22), Gunner's Mate 3rd Class
- Stephen J. Welden (24), Gunner's Mate 2nd Class
- James Darrell White (22), Gunner's Mate 3rd Class
- Rodney Maurice White (19), Seaman Recruit
- Michael Robert Williams (21), Boatswain's Mate 2nd Class
- John Rodney Young (21), Gunner's Mate
- Reginald Owen Ziegler (39), Gunner's Mate